# Wielka Brytania na Letnich Igrzyskach Olimpijskich 2012
Wielka Brytania na Letnich Igrzyskach Olimpijskich 2012.
Był to dwudziesty siódmy start reprezentacji Wielkiej Brytanii na letnich igrzyskach olimpijskich. Wielka Brytania jako jedno z niewielu państw występuje na wszystkich igrzyskach olimpijskich od 1896 roku.

## Zdobyte medale
| Medal  | Zawodnik | Dyscyplina           | Konkurencja                                        | Rezultat                                                                               |
| ------ | --- | -------------------- | -------------------------------------------------- | -------------------------------------------------------------------------------------- |
| Złoto  | Luke Campbell | Boks                 | waga kogucia mężczyzn                              | w finale pokonał Irlandczyka Johna Nevina 14:11                                        |
| Złoto  | Anthony Joshua | Boks                 | waga superciężka mężczyzn                          | w finale pokonał Włocha Roberto Cammarelle                                             |
| Złoto  | Nicola Adams | Boks                 | waga musza kobiet                                  | w finale pokonała Chinkę Ren Cancan 16:7                                               |
| Złoto  | Scott Brash, Peter Charles, Ben Maher, Nick Skelton | Jeździectwo          | skoki przez przeszkody drużynowo                   | 8 pkt                                                                                  |
| Złoto  | Charlotte Dujardin | Jeździectwo          | Ujeżdżenie indywidualnie                           | 90,089 pkt                                                                             |
| Złoto  | Charlotte Dujardin, Carl Hester, Laura Bechtolsheimer | Jeździectwo          | Ujeżdżenie drużynowo                               | 79,979 pkt                                                                             |
| Złoto  | Ed McKeever | Kajakarstwo          | K-1 200 m mężczyzn                                 | 36,246 s                                                                               |
| Złoto  | Timothy Baillie, Etienne Stott | Kajakarstwo górskie  | C-2 mężczyzn                                       | 106,41 pkt                                                                             |
| Złoto  | Bradley Wiggins | Kolarstwo szosowe    | jazda indywidualna na czas mężczyzn                | 50:39,54 min                                                                           |
| Złoto  | Victoria Pendleton | Kolarstwo torowe     | Keirin kobiet                                      |                                                                                        |
| Złoto  | Laura Trott | Kolarstwo torowe     | Omnium kobiet                                      | 18 pkt                                                                                 |
| Złoto  | Danielle King, Laura Trott, Joanna Rowsell | Kolarstwo torowe     | Wyścig drużynowy na 3000 m na dochodzenie kobiet   | 3:14,051 min                                                                           |
| Złoto  | Jason Kenny | Kolarstwo torowe     | sprint mężczyzn                                    |                                                                                        |
| Złoto  | Chris Hoy | Kolarstwo torowe     | Keirin mężczyzn                                    |                                                                                        |
| Złoto  | Philip Hindes, Chris Hoy, Jason Kenny | Kolarstwo torowe     | sprint drużynowy mężczyzn                          | 42,600 s                                                                               |
| Złoto  | Edward Clancy, Geraint Thomas, Steven Burke, Peter Kennaugh | Kolarstwo torowe     | wyścig drużynowy na 4000 m na dochodzenie mężczyzn | 3:51,659 min                                                                           |
| Złoto  | Mohamed Farah | Lekkoatletyka        | bieg na 5000 m mężczyzn                            | 13:41,66 min                                                                           |
| Złoto  | Mohamed Farah | Lekkoatletyka        | bieg na 10 000 m mężczyzn                          | 27:30,42 min                                                                           |
| Złoto  | Greg Rutherford | Lekkoatletyka        | skok w dal mężczyzn                                | 8,31 m                                                                                 |
| Złoto  | Jessica Ennis | Lekkoatletyka        | siedmiobój kobiet                                  | 6955 pkt                                                                               |
| Złoto  | Peter Wilson | Strzelectwo          | trap podwójny mężczyzn                             | 188 pkt                                                                                |
| Złoto  | Jade Jones | Taekwondo            | kategoria do 57 kg kobiet                          | w finale pokonała Chinkę Hou Yuzhuo 6:4                                                |
| Złoto  | Andy Murray | Tenis ziemny         | gra pojedyncza mężczyzn                            | w finale pokonał Szwajcara Rogera Federera 3:0 (6:2, 6:1, 6:4)                         |
| Złoto  | Alistair Brownlee | Triathlon            | mężczyźni indywidualnie                            | 1:46:25 h                                                                              |
| Złoto  | Alex Gregory, Tom James, Peter Reed, Andrew Triggs Hodge | Wioślarstwo          | czwórka bez sternika mężczyzn                      | 6:03,97 min                                                                            |
| Złoto  | Anna Watkins, Katherine Grainger | Wioślarstwo          | dwójka podwójna kobiet                             | 6:55,82 min                                                                            |
| Złoto  | Katherine Copeland, Sophie Hosking | Wioślarstwo          | dwójka podwójna wagi lekkiej kobiet                | 7:09,30 min                                                                            |
| Złoto  | Helen Glover, Heather Stanning | Wioślarstwo          | dwójka bez sternika                                | 7:27,13 min                                                                            |
| Złoto  | Ben Ainslie | Żeglarstwo           | klasa Finn                                         | 46 pkt                                                                                 |
| Srebro | Freddie Evans | Boks                 | waga półśrednia mężczyzn                           | w finale przegrał z Kazachem Serykiem Säpijewem 9:17                                   |
| Srebro | Louis Smith | Gimnastyka sportowa  | ćwiczenia na koniu z łękami mężczyzn               | 16,066 pkt                                                                             |
| Srebro | Nicola Wilson, Mary King, Zara Phillips, Kristina Cook, William Fox-Pitt | Jeździectwo          | WKKW drużynowo                                     | 127 pkt                                                                                |
| Srebro | Gemma Gibbons | Judo                 | waga do 78 kg kobiet                               | w finale przegrała z Amerykanką Kayla Harrison                                         |
| Srebro | David Florence, Richard Hounslow | Kajakarstwo górskie  | C-2 mężczyzn                                       | 106,77 pkt                                                                             |
| Srebro | Elizabeth Armitstead | Kolarstwo szosowe    | Wyścig ze startu wspólnego kobiet                  | 3:35:29 h                                                                              |
| Srebro | Victoria Pendleton | Kolarstwo torowe     | sprint kobiet                                      |                                                                                        |
| Srebro | Christine Ohuruogu | Lekkoatletyka        | bieg na 400 m kobiet                               | 49,70 s                                                                                |
| Srebro | Samantha Murray | Pięciobój nowoczesny | kobiety indywidualnie                              | 5336 pkt                                                                               |
| Srebro | Michael Jamieson | Pływanie             | 200 m stylem klasycznym mężczyzn                   | 2:07,43 min                                                                            |
| Srebro | Laura Robson, Andy Murray | Tenis ziemny         | gra mieszana                                       | w finale przegrali z Białorusinami Wiktoryja Azaranka, Maks Mirny 1:2 (6:2, 3:6, 8:10) |
| Srebro | Zac Purchase, Mark Hunter | Wioślarstwo          | dwójka podwójna wagi lekkiej mężczyzn              | 6:37,78 min                                                                            |
| Srebro | Peter Chambers, Rob Williams, Richard Chambers, Chris Bartley | Wioślarstwo          | czwórka bez sternika wagi lekkiej mężczyzn         | 6:03,09 min                                                                            |
| Srebro | Luke Patience, Stuart Bithell | Żeglarstwo           | klasa 470 mężczyzn                                 | 30 pkt                                                                                 |
| Srebro | Iain Percy, Andrew Simpson | Żeglarstwo           | klasa Star                                         | 34 pkt                                                                                 |
| Srebro | Nick Dempsey | Żeglarstwo           | windsurfing klasa RS:X mężczyzn                    | 41 pkt                                                                                 |
| Srebro | Hannah Mills, Saskia Clark | Żeglarstwo           | klasa 470 kobiet                                   | 51 pkt                                                                                 |
| Brąz   | Anthony Ogogo | Boks                 | waga średnia mężczyzn                              | w półfinale przegrał z Brazylijczykiem Esquiva Falcão Florentino 9:16                  |
| Brąz   | Max Whitlock | Gimnastyka sportowa  | ćwiczenia na koniu z łękami mężczyzn               | 15,600 pkt                                                                             |
| Brąz   | Sam Oldham, Daniel Purvis, Louis Smith, Kristian Thomas, Max Whitlock | Gimnastyka sportowa  | wielobój drużynowy mężczyzn                        | 271,771 pkt                                                                            |
| Brąz   | Elizabeth Tweddle | Gimnastyka sportowa  | ćwiczenia na poręczach kobiet                      | 15,916 pkt                                                                             |
| Brąz   | Elizabeth Storry, Emily Maguire, Laura Unsworth, Crista Cullen, Hannah Macleod, Anne Panter, Helen Richardson, Kate Wwlsh, Chloe Walsh, Laura Bartlett, Alex Danson, Georgie Twigg, Ashleigh Ball, Sally Walton, Nicola White, Sarah Thomas | Hokej na trawie      | turniej kobiet                                     | w meczu o brązowy medal pokonały zespół Nowej Zelandii 3:1                             |
| Brąz   | Laura Bechtolscheimer | Jeździectwo          | Ujeżdżenie indywidualnie                           | 84,339 pkt                                                                             |
| Brąz   | Karina Bryant | Judo                 | waga powyżej 78 kg kobiet                          | w pojedynku o brązowy medal pokonała Ukrainkę Iryna Kindzerśka                         |
| Brąz   | Liam Heath, Jon Schofield | Kajakarstwo          | K-2 200 m mężczyzn                                 | 34,421 s                                                                               |
| Brąz   | Chris Froome | Kolarstwo szosowe    | jazda indywidualna na czas mężczyzn                | 51:47,87 min                                                                           |
| Brąz   | Edward Clancy | Kolarstwo szosowe    | omnium mężczyzn                                    | 30 pkt                                                                                 |
| Brąz   | Robert Grabarz | Lekkoatletyka        | skok wzwyż mężczyzn                                | 2,29 m                                                                                 |
| Brąz   | Rebecca Adlington | Pływanie             | 400 m stylem dowolnym kobiet                       | 4:03,01 min                                                                            |
| Brąz   | Rebecca Adlington | Pływanie             | 800 m stylem dowolnym kobiet                       | 8:20,32 min                                                                            |
| Brąz   | Tom Daley | Skoki do wody        | wieża 10 m mężczyźni                               | 556,95 pkt                                                                             |
| Brąz   | Lutalo Muhammad | Taekwondo            | kategoria do 80 kg mężczyzn                        | w pojedynku o brązowy medal pokonał Ormiaina Armana Jeremiana 9:3                      |
| Brąz   | Jonathan Brownlee | Triathlon            | mężczyźni indywidualnie                            | 1:46:56 h                                                                              |
| Brąz   | Alan Campbell | Wioślarstwo          | jedynka mężczyzn                                   | 7:03,28 min                                                                            |
| Brąz   | George Nash, William Satch | Wioślarstwo          | dwójka bez sternika mężczyzn                       | 6:21,77 min                                                                            |
| Brąz   | Alex Partridge, James Foad, Tom Ransley, Richard Egington, Mohamed Sbihi, Greg Searle, Matthew Langridge, Constantine Louloudis, Phelan Hill                                                                                                | Wioślarstwo          | ósemka mężczyzn                                    | 5:51,18 min                                                                            |

## Reprezentanci

### Badminton
| Zawodnik                    | Konkurencja             | Faza grupowa                             | Faza grupowa                        | Faza grupowa                    | Faza grupowa | Eliminacje       | Ćwierćfinał      | Półfinał         | Finał/MB         | Finał/MB       |
| Zawodnik                    | Konkurencja             | Przeciwnik Wynik                         | Przeciwnik Wynik                    | Przeciwnik Wynik                | Pozycja      | Przeciwnik Wynik | Przeciwnik Wynik | Przeciwnik Wynik | Przeciwnik Wynik | Pozycja        |
| --------------------------- | ----------------------- | ---------------------------------------- | ----------------------------------- | ------------------------------- | ------------ | ---------------- | ---------------- | ---------------- | ---------------- | -------------- |
| Rajiv Ouseph                | Gra pojedyncza mężczyzn | Hurskainen W 22–20 17–21 21–15           | Cordón P 21–12 17–21 19–21          | —                               | 2            | Nie awansował    | Nie awansował    | Nie awansował    | Nie awansował    | Nie awansował  |
| Susan Egelstaff             | Gra pojedyncza kobiet   | Tvrdy W 21–15 21–10                      | Sato P 21–18 16–21 12–21            | —                               | 2            | Nie awansowała   | Nie awansowała   | Nie awansowała   | Nie awansowała   | Nie awansowała |
| Chris Adcock Imogen Bankier | Gra mieszana            | Nikolaenko / Sorokina P 21–14 9–21 18–21 | Fuchs / Michels P 21–11 14–21 17–21 | Zhang N / Zhao Yl P 13–21 14–21 | 4            | —                | Nie awansowali   | Nie awansowali   | Nie awansowali   | Nie awansowali |

### Boks
Mężczyźni
| Zawodnik       | Konkurencja                | 1/16             | 1/8                 | Ćwierćfinały         | Półfinały          | Finał               | Finał         |
| Zawodnik       | Konkurencja                | Przeciwnik Wynik | Przeciwnik Wynik    | Przeciwnik Wynik     | Przeciwnik Wynik   | Przeciwnik Wynik    | Pozycja       |
| -------------- | -------------------------- | ---------------- | ------------------- | -------------------- | ------------------ | ------------------- | ------------- |
| Andrew Selby   | Musza (do 51 kg)           | BYE              | Suleimenov W 19–15  | Ramírez P 11–16      | Nie awansował      | Nie awansował       | Nie awansował |
| Luke Campbell  | Kogucia (do 56 kg)         | BYE              | Parrinello W 11–9   | Dalakliev W 16–15    | Shimizu W 20–11    | Nevin W 14–11       | złoto         |
| Josh Taylor    | Lekka (do 60 kg)           | Conceicao W 13–9 | Valentino P 10–15   | Nie awansował        | Nie awansował      | Nie awansował       | Nie awansował |
| Tom Stalker    | Lekkopółśrednia (do 64 kg) | BYE              | Manoj W 20–16       | Mönkh-Erdene P 22–23 | Nie awansował      | Nie awansował       | Nie awansował |
| Fred Evans     | Półśrednia (do 69 kg)      | Abbadi W 18–10   | Kavaliauskas W 11–7 | Clayton W 14–14      | Szełestiuk W 11–10 | Sapijew P 9–17      | srebro        |
| Anthony Ogogo  | Średnia (do 75 kg)         | Castillo W 13–6  | Khytrov W 18–18     | Härtel W 15–10       | Falcão P 9–16      | Nie awansował       | brąz          |
| Anthony Joshua | Superciężka (ponad 91 kg)  | BYE              | Savon W 17–16       | Zhang Zl W 15–11     | Dyczko W 13–11     | Cammarelle W 18+–18 | złoto         |

Kobiety
| Zawodnik          | Konkurencja        | 1/8               | Ćwierćfinały     | Półfinały        | Finał            | Finał          |
| Zawodnik          | Konkurencja        | Przeciwnik Wynik  | Przeciwnik Wynik | Przeciwnik Wynik | Przeciwnik Wynik | Pozycja        |
| ----------------- | ------------------ | ----------------- | ---------------- | ---------------- | ---------------- | -------------- |
| Nicola Adams      | Musza (do 51 kg)   | BYE               | Petrova W 16–7   | Kom W 11–6       | Ren C W 16–7     | złoto          |
| Natasha Jonas     | Lekka (do 60 kg)   | Underwood W 21–13 | Taylor P 15–26   | Nie awansowała   | Nie awansowała   | Nie awansowała |
| Savannah Marshall | Średnia (do 75 kg) | BYE               | Wolnowa P 12–16  | Nie awansowała   | Nie awansowała   | Nie awansowała |

### Gimnastyka

#### Gimnastyka artystyczna
| Zawodnik                                                                              | Konkurencja           | Eliminacje | Eliminacje | Finał            | Finał            |
| Zawodnik                                                                              | Konkurencja           | Wynik      | Pozycja    | Wynik            | Pozycja          |
| ------------------------------------------------------------------------------------- | --------------------- | ---------- | ---------- | ---------------- | ---------------- |
| Francesca Jones                                                                       | Wielobój indywidualny | 94,625     | 24.        | → Nie awansowała | → Nie awansowała |
| Georgina Cassar Jade Faulkner Francesca Fox Lynne Hutchison Louisa Pouli Rachel Smith | Zawody drużynowe      | 48,000     | 12.        | → Nie awansowały | → Nie awansowały |

#### Gimnastyka sportowa
Mężczyźni
| Zawodnik        | Konkurencje            | Konkurencje            | Konkurencje     | Konkurencje     | Konkurencje                 | Konkurencje                 | Konkurencje          | Konkurencje          | Konkurencje            | Konkurencje            | Konkurencje         | Konkurencje         | Konkurencje | Konkurencje | Konkurencje        | Konkurencje        |
| Zawodnik        | Wielobój indywidualnie | Wielobój indywidualnie | Ćwiczenia wolne | Ćwiczenia wolne | Ćwiczenia na koniu z łękami | Ćwiczenia na koniu z łękami | Ćwiczenia na kółkach | Ćwiczenia na kółkach | Ćwiczenia na poręczach | Ćwiczenia na poręczach | Ćwiczenia na drążku | Ćwiczenia na drążku | Skoki       | Skoki       | Wielobój drużynowy | Wielobój drużynowy |
| Zawodnik        | Wynik                  | Pozycja                | Wynik           | Pozycja         | Wynik                       | Pozycja                     | Wynik                | Pozycja              | Wynik                  | Pozycja                | Wynik               | Pozycja             | Wynik       | Pozycja     | Wynik              | Pozycja            |
| --------------- | ---------------------- | ---------------------- | --------------- | --------------- | --------------------------- | --------------------------- | -------------------- | -------------------- | ---------------------- | ---------------------- | ------------------- | ------------------- | ----------- | ----------- | ------------------ | ------------------ |
| Sam Oldham      |                        |                        | 14,700          | 28.             |                             |                             | 14,600               | 31.                  | 14,666                 | 35.                    | 15,100              | 11.                 |             |             | 271,711            | brąz               |
| Daniel Purvis   | 88,332                 | 13.                    | 15,200          | 15.             | 13,400                      | 45.                         | 15,033               | 16.                  | 14,733                 | 30.                    | 14,733              | 23.                 |             |             | 271,711            | brąz               |
| Louis Smith     |                        |                        |                 |                 | 16,066                      | srebro                      |                      |                      |                        |                        | 13,033              | 64.                 |             |             | 271,711            | brąz               |
| Kristian Thomas | 89,406                 | 7.                     | 15,366          | 11.             | 14,133                      | 25.                         | 14,566               | 35.                  | 14,625                 | 37.                    | 15,366              | 9.                  | 15,533      | 8.          | 271,711            | brąz               |
| Max Whitlock    |                        |                        | 15,266          | 14.             | 15,600                      | brąz                        | 14,133               | 49.                  | 13,900                 | 54.                    |                     |                     |             |             | 271,711            | brąz               |

Kobiety
| Zawodniczka       | Wynik                  | Wynik                  | Wynik           | Wynik           | Wynik                  | Wynik                  | Wynik                   | Wynik                   | Wynik | Wynik   | Wynik              | Wynik              |
| Zawodniczka       | Wielobój indywidualnie | Wielobój indywidualnie | Ćwiczenia wolne | Ćwiczenia wolne | Ćwiczenia na poręczach | Ćwiczenia na poręczach | Ćwiczenia na równoważni | Ćwiczenia na równoważni | Skoki | Skoki   | Wielobój drużynowy | Wielobój drużynowy |
| Zawodniczka       | Wynik                  | Pozycja                | Wynik           | Pozycja         | Wynik                  | Pozycja                | Wynik                   | Pozycja                 | Wynik | Pozycja | Wynik              | Pozycja            |
| ----------------- | ---------------------- | ---------------------- | --------------- | --------------- | ---------------------- | ---------------------- | ----------------------- | ----------------------- | ----- | ------- | ------------------ | ------------------ |
| Imogen Cairns     |                        |                        |                 |                 |                        |                        | 13,366                  | 37.                     |       |         | 170,495            | 6.                 |
| Jennifer Pinches  | 55,266                 | 21.                    | 14,100          | 19.             | 13,700                 | 36.                    | 13,100                  | 41.                     |       |         | 170,495            | 6.                 |
| Rebecca Tunney    | 56,392                 | 13.                    | 14,000          | 23.             | 14,825                 | 13.                    | 13,166                  | 39.                     |       |         | 170,495            | 6.                 |
| Elizabeth Tweddle |                        |                        | 14,333          | 9.              | 15,916                 | brąz                   |                         |                         |       |         | 170,495            | 6.                 |
| Hannah Whelan     | 41,999                 | 24.                    | 13,933          | 25.             | 14,200                 | 22.                    | 13,066                  | 43.                     |       |         | 170,495            | 6.                 |

#### Skoki na trampolinie
| Zawodnik           | Konkurencja           | Eliminacje | Eliminacje | Finał            | Finał            |
| Zawodnik           | Konkurencja           | Wynik      | Pozycja    | Wynik            | Pozycja          |
| ------------------ | --------------------- | ---------- | ---------- | ---------------- | ---------------- |
| Katherine Driscoll | Kobiety indywidualnie | 100,985    | 9.         | → Nie awansowała | → Nie awansowała |

### Hokej na trawie
- Reprezentacja mężczyzn

Reprezentacja Wielkiej Brytanii brała udział w rozgrywkach grupy A turnieju olimpijskiego zajmując w niej drugie miejsce i awansując do półfinału. W półfinale ulegli reprezentacji Holandii. W meczu o brązowy medal przegrali z reprezentacją Australii zajmując ostatecznie 4. miejsce.
| - Nick Catlin - Jonty Clarke - James Fair - Daniel Fox - Ben Hawes - Glenn Kirkham - Iain Lewers - Iain Mackay |  | - Harry Martin - Barry Middleton - Rob Moore - Richard Smith - James Tindall - Alastair Wilson - Ashley Jackson - Matt Daly |

Grupa A
| Drużyna           | M | Mecze | Mecze | Mecze | Bramki | Bramki | Bramki | Pkt |
| Drużyna           | M | W     | R     | P     | +      | –      | +/-    | Pkt |
| ----------------- | - | ----- | ----- | ----- | ------ | ------ | ------ | --- |
| Australia         | 5 | 3     | 2     | 0     | 23     | 5      | +18    | 11  |
| Wielka Brytania   | 5 | 2     | 3     | 0     | 14     | 8      | +6     | 9   |
| Hiszpania         | 5 | 2     | 2     | 1     | 7      | 9      | -2     | 8   |
| Pakistan          | 5 | 2     | 2     | 1     | 9      | 9      | 0      | 7   |
| Argentyna         | 5 | 1     | 1     | 3     | 10     | 14     | -4     | 4   |
| Południowa Afryka | 5 | 0     | 1     | 4     | 11     | 22     | -11    | 1   |

#### Rozgrywki grupowe
30 lipca 2012
| Wielka Brytania | 4:1 | Argentyna |

1 sierpnia 2012
| Południowa Afryka | 2:2 | Wielka Brytania |

3 sierpnia 2012
| Wielka Brytania | 4:1 | Pakistan |

5 sierpnia 2012
| Wielka Brytania | 3:3 | Australia |

7 sierpnia 2012
| Hiszpania | 1:1 | Wielka Brytania |

#### Półfinał
| 9 sierpnia 201220:00 WET | Wielka Brytania                         | 2:9 | Holandia |  |
| 9 sierpnia 201220:00 WET | Ashley Jackson 17' (kar.) Rob Moore 64' | 2:9 | 8' (kar.), 14', 59' (kar.) Roderick Weusthof 32', 43', 50' Billy Bakker 46' Teun de Nooijer 21' (kar.) Mink van der Weerden 47' Floris Evers |  |
| 9 sierpnia 201220:00 WET | Iain Lewers 68'                         | 2:9 | 29' Roderick Weusthof |  |

#### Mecz 0 3. miejsce
| 11 sierpnia 201215:30 WET | Australia                                                  | 3:1 | Wielka Brytania        |  |
| 11 sierpnia 201215:30 WET | Simon Orchard 16' Jamie Dwyer 47' (kar.) Kieran Govers 56' | 3:1 | 28' (kar.) Iain Lewers |  |
| 11 sierpnia 201215:30 WET | 43' Alastair Wilson                                        | 3:1 |                        |  |

- Reprezentacja kobiet

Reprezentacja Wielkiej Brytanii brała udział w rozgrywkach grupy A turnieju olimpijskiego zajmując w niej drugie miejsce i awansując do półfinału. W półfinale uległy reprezentacji Argentyny. W meczu o brązowy medal pokonały reprezentację Nowej Zelandii zdobywając brązowy medal.
| - Elizabeth Storry - Emily Maguire - Laura Unsworth - Crista Cullen - Hannah Macleod - Anne Panter - Helen Richardson - Kate Walsh |  | - Chloe Walsh - Laura Bartlett - Alex Danson - Georgie Twigg - Ashleigh Ball - Sally Walton - Nicola White - Sarah Thomas |

Grupa A
| Drużyna          | M | Mecze | Mecze | Mecze | Bramki | Bramki | Bramki | Pkt |
| Drużyna          | M | W     | R     | P     | +      | –      | +/-    | Pkt |
| ---------------- | - | ----- | ----- | ----- | ------ | ------ | ------ | --- |
| Holandia         | 5 | 5     | 0     | 0     | 12     | 5      | +7     | 15  |
| Wielka Brytania  | 5 | 3     | 0     | 2     | 14     | 7      | +7     | 9   |
| Chiny            | 5 | 2     | 1     | 2     | 6      | 3      | +3     | 7   |
| Korea Południowa | 5 | 2     | 0     | 3     | 9      | 13     | -4     | 6   |
| Japonia          | 5 | 1     | 1     | 3     | 4      | 9      | -5     | '4  |
| Belgia           | 5 | 0     | 2     | 3     | 2      | 10     | -8     | 2   |

#### Rozgrywki grupowe
29 lipca 2012
| Wielka Brytania | 4:0 | Japonia |

31 lipca 2012
| Wielka Brytania | 5:3 | Korea Południowa |

2 sierpnia 2012
| Belgia | 0:3 | Wielka Brytania |

4 sierpnia 2012
| Chiny | 2:1 | Wielka Brytania |

 2012
| Wielka Brytania | 1:2 | Holandia |

#### Półfinał
| 8 sierpnia 201220:00 WET | Argentyna                                     | 2:1 | Wielka Brytania |  |
| 8 sierpnia 201220:00 WET | Noel Barrionuevo 5' (kar.) Carla Rebecchi 30' | 2:1 | 64' Alex Danson |  |
| 8 sierpnia 201220:00 WET | 52' Josefina Sruoga · 59' Luciana Aymar       | 2:1 |                 |  |

#### Mecz o 3. miejsce
| 10 sierpnia 201215:30 WET | Nowa Zelandia               | 1:3 | Wielka Brytania                                                         |  |
| 10 sierpnia 201215:30 WET | Stacey Michelsen 67' (kar.) | 1:3 | 44' (kar.) Alex Danson 58' (kar.) Crista Cullen 62' (kar.) Sarah Thomas |  |

### Jeździectwo

#### Skoki przez przeszkody

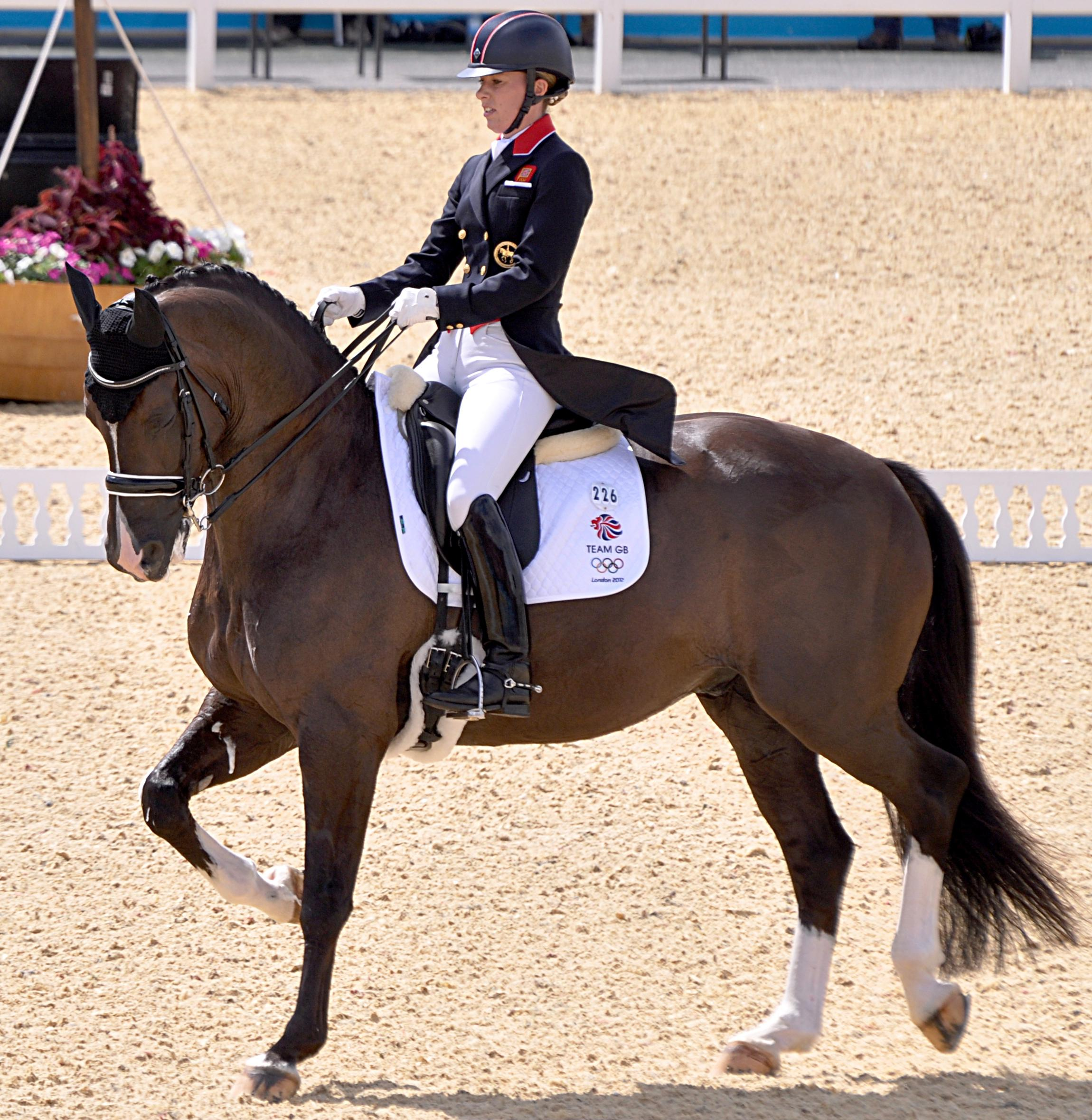
Dwukrotna złota medalistka Charlotte Dujardin na koniu Valegro.

| Zawodnik                                         | Koń           | Konkurencja   | Kwalifikacje | Kwalifikacje | Kwalifikacje  | Kwalifikacje  | Kwalifikacje  | Kwalifikacje  | Kwalifikacje  | Kwalifikacje  | Finał         | Finał         | Finał         | Finał         | Finał         | Finał         | Finał         |
| Zawodnik                                         | Koń           | Konkurencja   | Runda 1      | Runda 1      | Runda 2       | Runda 2       | Runda 2       | Runda 3       | Runda 3       | Runda 3       | Runda A       | Runda A       | Runda B       | Runda B       | Runda B       | Razem         | Razem         |
| Zawodnik                                         | Koń           | Konkurencja   | Kary         | Miejsce      | Kary          | Razem         | Miejsce       | Kary          | Razem         | Miejsce       | Kary          | Miejsce       | Kary          | Łącznie       | Miejsce       | Kary          | Miejsce       |
| ------------------------------------------------ | ------------- | ------------- | ------------ | ------------ | ------------- | ------------- | ------------- | ------------- | ------------- | ------------- | ------------- | ------------- | ------------- | ------------- | ------------- | ------------- | ------------- |
| Scott Brash                                      | Hello Sanctos | Indywidualnie | 4            | =42 Q        | 4             | 8             | =31 Q         | 0             | 8             | =11 Q         | 0             | =1 Q          | 4             | 4             | =5            | 4             | =5            |
| Peter Charles                                    | Vindicat W    | Indywidualnie | 10           | =65          | Nie awansował | Nie awansował | Nie awansował | Nie awansował | Nie awansował | Nie awansował | Nie awansował | Nie awansował | Nie awansował | Nie awansował | Nie awansował | Nie awansował | Nie awansował |
| Ben Maher                                        | Tripple X III | Indywidualnie | 0            | =1 Q         | 0             | 0             | =1 Q          | 4             | 4             | =4 Q          | 4             | =11 Q         | 4             | 8             | =9            | 8             | =9            |
| Nick Skelton                                     | Big Star      | Indywidualnie | 0            | =1 Q         | 0             | 0             | =1 Q          | 0             | 0             | =1 Q          | 0             | =1 Q          | 4             | 4             | =5            | 4             | =5            |
| Scott Brash Peter Charles Ben Maher Nick Skelton | Jak wyżej     | Drużynowe     | —            | —            | —             | —             | —             | —             | —             | —             | 4             | =2 Q          | 4             | 8             | =1 JO         | 0             | złoto         |

#### Ujeżdżenie
| Zawodnik                                            | Koń            | Konkurencja   | Grand Prix | Grand Prix | Grand Prix Special | Grand Prix Special | Grand Prix Freestyle | Grand Prix Freestyle | Łącznie         | Łącznie       |
| Zawodnik                                            | Koń            | Konkurencja   | Punkty     | Miejsce    | Punkty             | Miejsce            | Technika             | Układ                | Łącznie punktów | Miejsce       |
| --------------------------------------------------- | -------------- | ------------- | ---------- | ---------- | ------------------ | ------------------ | -------------------- | -------------------- | --------------- | ------------- |
| Laura Bechtolsheimer                                | Mistral Hojris | Indywidualnie | 76.839     | 7 Q        | 77.794             | 5 Q                | 80.679               | 88.000               | 84.339          | brąz          |
| Richard Davison                                     | Hiscox Artemis | Indywidualnie | 72.812     | 18 Q       | 70.524             | 26                 | Nie awansował        | Nie awansował        | Nie awansował   | Nie awansował |
| Charlotte Dujardin                                  | Valegro        | Indywidualnie | 83.663     | 1 Q        | 83.286             | 1 Q                | 86.750               | 93.429               | 90.089          | złoto         |
| Carl Hester                                         | Uthopia        | Indywidualnie | 77.720     | 5 Q        | 80.571             | 3 Q                | 77.714               | 88.000               | 82.857          | 5             |
| Laura Bechtolsheimer Charlotte Dujardin Carl Hester | jak wyżej      | Drużynowe     | 79.407     | 1          | 80.550             | 1                  | —                    | —                    | 79.979          | złoto         |

#### WKKW
| Zawodnik                                                             | Koń               | Konkurencja   | Ujeżdżenie | Ujeżdżenie | Kross | Kross | Skoki przez przeszkody | Skoki przez przeszkody | Skoki przez przeszkody | Skoki przez przeszkody | Razem  | Razem   |
| Zawodnik                                                             | Koń               | Konkurencja   | Ujeżdżenie | Ujeżdżenie | Kross | Kross | Kwalifikacje           | Kwalifikacje           | Finał                  | Finał                  | Razem  | Razem   |
| Zawodnik                                                             | Koń               | Konkurencja   | Kary       | M.         | Kary  | M.    | Kary                   | M.                     | Kary                   | M.                     | Kary   | Pozycja |
| -------------------------------------------------------------------- | ----------------- | ------------- | ---------- | ---------- | ----- | ----- | ---------------------- | ---------------------- | ---------------------- | ---------------------- | ------ | ------- |
| Kristina Cook                                                        | Miners Frolic     | Indywidualnie | 42,00      | 14.        | 0,00  | 5.    | 1,00                   | 4.                     | 8,00                   | 6.                     | 51,00  | 6.      |
| William Fox-Pitt                                                     | Lionheart         | Indywidualnie | 44,10      | 17.        | 9,20  | 22.   | 0,00                   | 15.                    | → Nie awansował        | → Nie awansował        | 53,30  | 15.     |
| Mary King                                                            | Imperial Cavalier | Indywidualnie | 40,90      | 12.        | 1,20  | 6.    | 0,00                   | 3.                     | 8,00                   | 5.                     | 50,10  | 5.      |
| Zara Phillips                                                        | High Kingdom      | Indywidualnie | 46,10      | 24.        | 0,00  | 10.   | 7,00                   | 14.                    | 0,00                   | 8.                     | 53,10  | 8.      |
| Nicola Wilson                                                        | Opposition Buzz   | Indywidualnie | 51,70      | 39.        | 0,00  | 20.   | 4,00                   | 19.                    | → Nie awansowała       | → Nie awansowała       | 55,70  | 19.     |
| Kristina Cook William Fox-Pitt Mary King Zara Phillips Nicola Wilson | jak wyżej         | Drużynowo     | 127,00     | 3.         | 3,20  | 2.    |                        |                        | 8                      | 2.                     | 138,20 | srebro  |

### Judo
Mężczyźni
| Zawodnik                | Konkurencja | 1/32             | 1/16                               | 1/8                                    | Ćwierćfinały                      | Półfinały        | Repesaż 1              | Repesaż 2        | Finał            | Finał   |
| Zawodnik                | Konkurencja | Przeciwnik Wynik | Przeciwnik Wynik                   | Przeciwnik Wynik                       | Przeciwnik Wynik                  | Przeciwnik Wynik | Przeciwnik Wynik       | Przeciwnik Wynik | Przeciwnik Wynik | Pozycja |
| ----------------------- | ----------- | ---------------- | ---------------------------------- | -------------------------------------- | --------------------------------- | ---------------- | ---------------------- | ---------------- | ---------------- | ------- |
| Ashley McKenzie         | -60 kg      |                  | Hiroaki Hiraoka P 0000-0111        | → Nie awansował                        | → Nie awansował                   | → Nie awansował  | → Nie awansował        | → Nie awansował  | → Nie awansował  | 17.     |
| Colin Oates             | -66 kg      |                  | Ivo dos Santos W' 0002-0002        | Chaszbaataryn Cagaanbaatar W 0011-0000 | Lasza Szawdatuaszwili P 0000-0100 | → Nie awansował  | Cho Jun-Ho P 0002-0021 | → Nie awansował  | → Nie awansował  | 7.      |
| Daniel Williams         | -73 kg      |                  | Rasul Bokijew P 0000-1001          | → Nie awansował                        | → Nie awansował                   | → Nie awansował  | → Nie awansował        | → Nie awansował  | → Nie awansował  | 17.     |
| Euan Burton             | -81 kg      |                  | Antoine Valois-Fortier P 0000-1000 | → Nie awansował                        | → Nie awansował                   | → Nie awansował  | → Nie awansował        | → Nie awansował  | → Nie awansował  | 17.     |
| Winston Gordon          | -90 kg      |                  | Alexandre Émond W 1000-0000        | Kiriłł Dienisow P 0000-0010            | → Nie awansował                   | → Nie awansował  | → Nie awansował        | → Nie awansował  | → Nie awansował  | 9.      |
| James Austin            | -100 kg     |                  | Takamasa Anai P 0003-0101          | → Nie awansował                        | → Nie awansował                   | → Nie awansował  | → Nie awansował        | → Nie awansował  | → Nie awansował  | 17.     |
| Christopher Sherrington | +100 kg     |                  | Jake Andrewartha W 1000-0000       | Aleksandr Michajlin P 0001-0011        | → Nie awansował                   | → Nie awansował  | → Nie awansował        | → Nie awansował  | → Nie awansował  | 9.      |

Kobiety
| Zawodnik      | Konkurencja | 1/16                           | 1/8                                  | Ćwierćfinały                 | Półfinały                   | Repesaż 1        | Repesaż 2                    | Finał                      | Finał   |
| Zawodnik      | Konkurencja | Przeciwnik Wynik               | Przeciwnik Wynik                     | Przeciwnik Wynik             | Przeciwnik Wynik            | Przeciwnik Wynik | Przeciwnik Wynik             | Przeciwnik Wynik           | Pozycja |
| ------------- | ----------- | ------------------------------ | ------------------------------------ | ---------------------------- | --------------------------- | ---------------- | ---------------------------- | -------------------------- | ------- |
| Kelly Edwards | -48 kg      |                                | Tomoko Fukumi P 0000-0200            | → Nie awansowała             | → Nie awansowała            | → Nie awansowała | → Nie awansowała             | → Nie awansowała           | 17.     |
| Sophie Cox    | -52 kg      | An Kum-ae P 0000-0001          | → Nie awansowała                     | → Nie awansowała             | → Nie awansowała            | → Nie awansowała | → Nie awansowała             | → Nie awansowała           | 17.     |
| Sarah Clark   | -57 kg      | Automne Pavia P 0001-0010      | → Nie awansowała                     | → Nie awansowała             | → Nie awansowała            | → Nie awansowała | → Nie awansowała             | → Nie awansowała           | 17.     |
| Gemma Howell  | -63 kg      | Gévrise Émane P 0000-1000      | → Nie awansowała                     | → Nie awansowała             | → Nie awansowała            | → Nie awansowała | → Nie awansowała             | → Nie awansowała           | 17.     |
| Sally Conway  | -70 kg      | Carine Ngarlemdana W 1110-0002 | Edith Bosch P 0001-0010              | → Nie awansowała             | → Nie awansowała            | → Nie awansowała | → Nie awansowała             | → Nie awansowała           | 9.      |
| Gemma Gibbons | -78 kg      | Yahima Ramirea W 1000-0000     | Pürewdżargalyn Lchamdegd W 0021-0010 | Marhinde Verkerk W 0100-0000 | Audrey Tcheuméo W 1000-0000 |                  |                              | Kayla Harrison P 0000-0020 | srebro  |
| Karina Bryant | +78 kg      | Sonia Asselah W 1000-0001      | Lucija Polavder W 0011-0000          | Gulżan Issanowa W 0102-0011  | Mika Sugimoto P 0002-0011   |                  | Iryna Kindzerśka W 0200-0110 | → Nie awansowała           | brąz    |

### Kajakarstwo

#### Kajakarstwo klasyczne
Mężczyźni
| Zawodnik                 | Konkurencja | Eliminacje | Eliminacje | Półfinały | Półfinały | Finał           | Finał   |
| Zawodnik                 | Konkurencja | Czas       | Pozycja    | Czas      | Pozycja   | Czas            | Pozycja |
| ------------------------ | ----------- | ---------- | ---------- | --------- | --------- | --------------- | ------- |
| Ed McKeever              | K-1 200m    | 35,087     | 1.         | 35,619    | 1.        | 36,246          | złoto   |
| Tim Brabants             | K-1 1000m   | 3:31,869   | 5.         | 3:30,769  | 4.        | 3:34,833        | 8.      |
| Jon Schofield Liam Heath | K-2 200m    | 33,364     | 2.         | 32,940    | 2.        | 34,421          | brąz    |
| Richard Jeffries         | C-1 200m    | 42,516     | 3.         | 43,213    | 6.        | → Nie awansował | 17.     |
| Richard Jeffries         | C-1 1000m   | 4:48,511   | 5.         | 4:49,874  | 8.        | 4:42,992        | 15.     |

Kobiety
| Zawodnik                                                   | Konkurencja | Eliminacje | Eliminacje | Półfinały | Półfinały | Finał    | Finał   |
| Zawodnik                                                   | Konkurencja | Czas       | Pozycja    | Czas      | Pozycja   | Czas     | Pozycja |
| ---------------------------------------------------------- | ----------- | ---------- | ---------- | --------- | --------- | -------- | ------- |
| Rachel Cawthorn                                            | K-1 500m    | 1:53,491   | 1.         | 1:52,542  | 2.        | 1:53,345 | 6.      |
| Jessica Walker                                             | K-1 200m    | 42,388     | 4.         | 41,734    | 2.        | 46,161   | 7.      |
| Abigail Edmonds Louisa Sawers                              | K-2 500m    | 1:46,564   | 5.         | 1:46,025  | 7.        | 1:46,341 | 11.     |
| Rachel Cawthorn Angela Hannah Louisa Sawers Jessica Walker | K-4 500m    | 1:37,355   | 2.         | 1:32,550  | 4.        | 1:33,055 | 5.      |

#### Kajakarstwo górskie
| Zawodnik                        | Konkurencja  | Eliminacje | Eliminacje | Eliminacje | Eliminacje | Eliminacje | Eliminacje | Półfinały | Półfinały | Finał           | Finał           | Razem  | Pozycja |
| Zawodnik                        | Konkurencja  | P 1        | M.         | P 2        | M.         | Razem      | M.         | Czas      | Miejsce   | Czas            | Miejsce         | Razem  | Pozycja |
| ------------------------------- | ------------ | ---------- | ---------- | ---------- | ---------- | ---------- | ---------- | --------- | --------- | --------------- | --------------- | ------ | ------- |
| David Florence                  | C-1 mężczyzn | 101,60     | 13.        | 93,04      | 4.         | 93,04      | 5.         | 106,16    | 10.       | → Nie awansował | → Nie awansował | 106,16 | 10.     |
| Tim Baillie Etienne Stott       | C-2 mężczyzn | 100,44     | 3.         | 102,79     | 6.         | 100,44     | 4.         | 110,78    | 6.        | 106,41          | 1.              | 106,41 | złoto   |
| David Florence Richard Hounslow | C-2 mężczyzn | 108,23     | 10.        | 101,08     | 4.         | 101,08     | 7.         | 108,93    | 1.        | 106,77          | 2.              | 106,77 | srebro  |
| Lizzie Neave                    | K-1 kobiet   | 101,95     | 4.         | 98,92      | 1.         | 98,92      | 2.         | 117,30    | 12.       | → Nie awansował | → Nie awansował | 117.30 | 12.     |
| Richard Hounslow                | K-1 mężczyzn | 94,40      | 14.        | 89,12      | 9.         | 89,12      | 11.        | 104,30    | 12.       | → Nie awansował | → Nie awansował | 104,30 | 12.     |

### Kolarstwo

#### Kolarstwo BMX
| Zawodnik      | Konkurencja | Eliminacje | Eliminacje | Ćwierćfinał | Ćwierćfinał | Półfinał | Półfinał | Finał    | Finał   |
| Zawodnik      | Konkurencja | Wynik      | Pozycja    | Wynik       | Pozycja     | Wynik    | Pozycja  | Wynik    | Pozycja |
| ------------- | ----------- | ---------- | ---------- | ----------- | ----------- | -------- | -------- | -------- | ------- |
| Liam Phillips | Mężczyźni   | 38,719     | 12.        | 6           | 4.          | 9        | 5.       | 2:11,918 | 8.      |
| Shanaze Reade | Kobiety     | 39,368     | 5.         |             |             | 5        | 3.       | 39,247   | 6.      |

#### Kolarstwo górskie
| Zawodnik     | Konkurencja               | Czas                   | Pozycja                |
| ------------ | ------------------------- | ---------------------- | ---------------------- |
| Annie Last   | cross country – kobiety   | 1:33:47                | 8.                     |
| Liam Killeen | cross country – mężczyźni | → Nie ukończył wyścigu | → Nie ukończył wyścigu |

#### Kolarstwo szosowe
Mężczyźni
| Zawodnik        | Konkurencja                | Czas     | Pozycja |
| --------------- | -------------------------- | -------- | ------- |
| Chris Froome    | Wyścig ze startu wspólnego | 5:58:24  | 109.    |
| Chris Froome    | Jazda indywidualna na czas | 51:47,87 | brąz    |
| Bradley Wiggins | Wyścig ze startu wspólnego | 5:47:14  | 103.    |
| Bradley Wiggins | Jazda indywidualna na czas | 50:39,54 | złoto   |
| David Millar    | Wyścig ze startu wspólnego | 5:55:16  | 108.    |
| Mark Cavendish  | Wyścig ze startu wspólnego | 5:46:37  | 29.     |
| Ian Stannard    | Wyścig ze startu wspólnego | 5:46:47  | 94.     |

Kobiety
| Zawodnik             | Konkurencja                | Czas                       | Pozycja                    |
| -------------------- | -------------------------- | -------------------------- | -------------------------- |
| Elizabeth Armitstead | Wyścig ze startu wspólnego | 3:35:29                    | srebro                     |
| Elizabeth Armitstead | Jazda indywidualna na czas | 39:26,24                   | 10.                        |
| Emma Pooley          | Wyścig ze startu wspólnego | 3:37:36                    | 40.                        |
| Emma Pooley          | Jazda indywidualna na czas | 38:37,70                   | 6.                         |
| Nicole Cooke         | Wyścig ze startu wspólnego | 3:36:01                    | 31.                        |
| Lucy Martin          | Wyścig ze startu wspólnego | → Przekroczyła limit czasu | → Przekroczyła limit czasu |

#### Kolarstwo torowe
Sprint
| Zawodnik                            | Konkurencja             | Kwalifikacje  | Runda 1                      | Runda 2                    | Ćwierćfinały             | Półfinały              | Finał                | Finał   |
| Zawodnik                            | Konkurencja             | Time Speed    | Przeciwnik Czas              | Przeciwnik Czas            | Przeciwnik Czas          | Przeciwnik Czas        | Przeciwnik Czas      | Pozycja |
| ----------------------------------- | ----------------------- | ------------- | ---------------------------- | -------------------------- | ------------------------ | ---------------------- | -------------------- | ------- |
| Jason Kenny                         | Mężczyźni indywidualnie | 9,713 74,127  |                              | Bernard Esterhuizen 10,363 | Azizulhasni Awang 10,433 | Njisane Phillip 10,159 | Grégory Baugé 10,308 | złoto   |
| Victoria Pendleton                  | Kobiety indywidualnie   | 10,724 67,139 | Jekatierina Gnidienko 11,775 | Willy Kanis 11,840         | Olga Panarina 11,226     | Kristina Vogel 11,538  | Anna Meares          | srebro  |
| Philip Hindes Chris Hoy Jason Kenny | Mężczyźni drużynowo     | 43,065        |                              |                            |                          | Japonia · 42,747       | Francja · 42,600     | złoto   |
| Victoria Pendleton Jessica Varnish  | Kobiety drużynowo       | 32,526        | Dyskwalifikacja              |                            |                          |                        |                      | 8.      |

Keirin
| Zawodnik           | Konkurencja | Runda 1 | Repesaż | Runda 2 | Finał   |
| Zawodnik           | Konkurencja | Pozycja | Pozycja | Pozycja | Pozycja |
| ------------------ | ----------- | ------- | ------- | ------- | ------- |
| Chris Hoy          | Mężczyźni   | 1.      |         | 1.      | złoto   |
| Victoria Pendleton | Kobiety     | 1.      |         | 1.      | złoto   |

Omnium
| Zawodnik      | Konkurencja | Okrążenie start lotny | Okrążenie start lotny | Wyścig punktowy | Wyścig punktowy | Wyścig eliminacyjny | Wyścig na dochodzenie | Wyścig na dochodzenie | Scratch | Wyścig na 500 m | Wyścig na 500 m | Suma punktów | Pozycja |
| Zawodnik      | Konkurencja | Czas                  | M.                    | Punkty          | M.              | Miejsce             | Przeciwnik Wynik      | M.                    | M.      | Czas            | M.              | Suma punktów | Pozycja |
| ------------- | ----------- | --------------------- | --------------------- | --------------- | --------------- | ------------------- | --------------------- | --------------------- | ------- | --------------- | --------------- | ------------ | ------- |
| Edward Clancy | Mężczyźni   | 12,556                | 1.                    | 18              | 11.             | 5.                  | 4:20,853              | 2.                    | 10.     | 1:00,981        | 1.              | 30           | brąz    |
| Laura Trott   | Kobiety     | 14,057                | 1.                    | 14              | 10.             | 1.                  | 3:30,547              | 2.                    | 3.      | 35,110          | 1.              | 18           | złoto   |

Wyścig pościgowy drużynowy
| Zawodnik                                                 | Konkurencja | Kwalifikacje | Kwalifikacje | Półfinały         | Półfinały | Finał                        | Finał |
| Zawodnik                                                 | Konkurencja | Czas         | M.           | Przeciwnik Wynik  | M.        | Przeciwnik Wynik             | M.    |
| -------------------------------------------------------- | ----------- | ------------ | ------------ | ----------------- | --------- | ---------------------------- | ----- |
| Steven Burke Edward Clancy Peter Kennaugh Geraint Thomas | Mężczyźni   | 3:52,499     | 1.           | Dania · 3:52,743  | 1.        | Australia · 3:51,659         | złoto |
| Danielle King Joanna Rowsell Laura Trott                 | Kobiety     | 3:15,669     | 1.           | Kanada · 3:14,682 | 1.        | Stany Zjednoczone · 3:14,051 | złoto |

### Koszykówka
- Reprezentacja mężczyzn

Reprezentacja Wielkiej Brytanii brała udział w rozgrywkach grupy B turnieju olimpijskiego zajmując w niej piąte miejsce i nie awansując do ćwierćfinału. Ostatecznie reprezentacja Wielkiej Brytanii została sklasyfikowana na 9. miejscu.
| - Kieron Achara - Andrew Lawrence - Mike Lenzly - Pops Mensah-Bonsu - Drew Sullivan - Luol Deng |  | - Robert Archibald - Joel Freeland - Nate Reinking - Dan Clark - Kyle Johnson - Eric Boateng |

Grupa B
| Drużyna         | M | Mecze | Mecze | Kosze | Kosze | Kosze | Pkt |
| Drużyna         | M | W     | P     | +     | –     | +/-   | Pkt |
| --------------- | - | ----- | ----- | ----- | ----- | ----- | --- |
| Rosja           | 5 | 5     | 0     | 403   | 359   | 44    | 10  |
| Brazylia        | 5 | 4     | 1     | 402   | 349   | 53    | 9   |
| Hiszpania       | 5 | 3     | 2     | 414   | 394   | 20    | 8   |
| Australia       | 5 | 2     | 3     | 410   | 376   | 34    | 7   |
| Wielka Brytania | 5 | 1     | 4     | 380   | 439   | -59   | 6   |
| Chiny           | 5 | 0     | 5     | 313   | 405   | -92   | 5   |

#### Rozgrywki grupowe
| 29 lipca 201221:00 | Rosja                                                              | 95:75(24:19, 25:15, 22:24, 24:17) | Wielka Brytania                                          | Basketball Arena, Londyn Sędzia: * Pablo Estévez - Jorge Vázquez - Stephen Seibel |
| 29 lipca 201221:00 | Pkt:Andrej Kirilenko 35 Zb:Aleksiej Szwied 6 As:Aleksiej Szwied 13 | 95:75(24:19, 25:15, 22:24, 24:17) | Pkt:Luol Deng 26 Zb:Joel Freeland 10 As:Deng, Reinking 3 | Basketball Arena, Londyn Sędzia: * Pablo Estévez - Jorge Vázquez - Stephen Seibel |

| 31 lipca 201217:45 | Wielka Brytania                                                      | 62:67(11:4, 16:23, 16:21, 19:19) | Brazylia                                                                   | Basketball Arena, Londyn Sędzia: * Recep Ankaralı - Ilija Belošević - Fernando Sampietro |
| 31 lipca 201217:45 | Pkt:Mensah-Bonsu, Reinking 13 Zb:Pops Mensah-Bonsu 12 As:Luol Deng 7 | 62:67(11:4, 16:23, 16:21, 19:19) | Pkt:Tiago Splitter 21 Zb:Varejão, Hilário, Splitter 6 As:Marcelo Huertas 8 | Basketball Arena, Londyn Sędzia: * Recep Ankaralı - Ilija Belošević - Fernando Sampietro |

| 2 sierpnia 201221:00 | Hiszpania                                                            | 79:78(24:15, 13:14, 24:19, 18:30) | Wielka Brytania                                | Basketball Arena, Londyn Sędzia: * William Kennedy - Saša Pukl - Oļegs Latiševs |
| 2 sierpnia 201221:00 | Pkt:José Calderón 19 Zb:Fernando San Emeterio 10 As:Rudy Fernández 7 | 79:78(24:15, 13:14, 24:19, 18:30) | Pkt:Luol Deng 26 Zb:Luol Deng 9 As:Luol Deng 7 | Basketball Arena, Londyn Sędzia: * William Kennedy - Saša Pukl - Oļegs Latiševs |

| 4 sierpnia 201221:00 | Wielka Brytania                                               | 75:106(25:18, 21:18, 14:30, 15:40) | Australia                                                 | Basketball Arena, Londyn Sędzia: * Juan Arteaga - José Carrion - Robert Lottermoser |
| 4 sierpnia 201221:00 | Pkt:Joel Freeland 16 Zb:Joel Freeland 7 As:Robert Archibald 4 | 75:106(25:18, 21:18, 14:30, 15:40) | Pkt:Patrick Mills 39 Zb:Brad Newley 8 As:Ingles, Newley 4 | Basketball Arena, Londyn Sędzia: * Juan Arteaga - José Carrion - Robert Lottermoser |

| 6 sierpnia 201217:45 | Wielka Brytania                                                 | 90:58(27:15, 19:16, 26:17, 18:10) | Chiny                                             | Basketball Arena, Londyn Sędzia: * Cristiano Maranho - Fernando Sampietro - Vaughan Mayberry |
| 6 sierpnia 201217:45 | Pkt:Kieron Achara 16 Zb:Robert Archibald 9 As:Andrew Lawrence 6 | 90:58(27:15, 19:16, 26:17, 18:10) | Pkt:Wang Zhizhi 11 Zb:Yi Jianlian 14 As:Liu Wei 4 | Basketball Arena, Londyn Sędzia: * Cristiano Maranho - Fernando Sampietro - Vaughan Mayberry |

- Reprezentacja kobiet

Reprezentacja Wielkiej Brytanii brała udział w rozgrywkach grupy B turnieju olimpijskiego zajmując w niej szóste miejsce i nie awansując do ćwierćfinału. Ostatecznie reprezentacja Wielkiej Brytanii została sklasyfikowana na 11. miejscu.
| - Natalie Stafford - Rose Anderson - Stef Collins - Rachael Vanderwal - Chantelle Handy - Jenaya Wade-Fray |  | - Julie Page - Kim Butler - Dominique Allen - Jo Leedham - Azania Stewart - Temi Fagbenle |

Grupa B
| Drużyna         | M | Mecze | Mecze | Kosze | Kosze | Kosze | Pkt |
| Drużyna         | M | W     | R     | +     | –     | +/-   | Pkt |
| --------------- | - | ----- | ----- | ----- | ----- | ----- | --- |
| Francja         | 5 | 5     | 0     | 356   | 319   | 37    | 10  |
| Australia       | 5 | 4     | 1     | 353   | 322   | 31    | 9   |
| Rosja           | 5 | 3     | 2     | 314   | 308   | 6     | 8   |
| Kanada          | 5 | 2     | 3     | 328   | 332   | -4    | 7   |
| Brazylia        | 5 | 1     | 4     | 329   | 354   | -25   | 6   |
| Wielka Brytania | 5 | 0     | 5     | 327   | 376   | -49   | 5   |

| 28 lipca 201223:15 | Australia                                                             | 74:58(16:11, 23:15, 18:16, 17:16) | Wielka Brytania                                                                                    | Basketball Arena, Londyn |
| 28 lipca 201223:15 | Pkt:Lauren Jackson 18 Zb:Suzy Batkovic-Brown 7 As:Samantha Richards 4 | 74:58(16:11, 23:15, 18:16, 17:16) | Pkt:Rachael Vanderwal, Johannah Leedham 11 Zb:Julie Page 7 As:Natalie Stafford, Johannah Leedham 3 | Basketball Arena, Londyn |

| 30 lipca 201221:00 | Wielka Brytania                                                                | 65:73(15:19, 17:17, 21:19, 12:18) | Kanada                                                                             | Basketball Arena, Londyn |
| 30 lipca 201221:00 | Pkt:Natalie Stafford, Johannah Leedham 15 Zb:Temi Fagbenle 6 As:Stef Collins 4 | 65:73(15:19, 17:17, 21:19, 12:18) | Pkt:Shona Thorburn 18 Zb:Courtnay Pilypaitis, Tamara Tatham 5 As:Teresa Gabriele 7 | Basketball Arena, Londyn |

| 1 sierpnia 201217:45 | Wielka Brytania                                               | 61:67(14:16, 13:23, 18:13, 16:15) | Rosja                                                            | Basketball Arena, Londyn |
| 1 sierpnia 201217:45 | Pkt:Natalie Stafford 18 Zb:Julie Page 7 As:Collins, Leedham 3 | 61:67(14:16, 13:23, 18:13, 16:15) | Pkt:Jewgienija Bielakowa 12 Zb:Irina Osipowa 9 As:Becky Hammon 6 | Basketball Arena, Londyn |

| 3 sierpnia 201221:15 | Francja                                                                       | 80:77 (pd.)(10:13, 17:10, 20:21, 20:23, dogr. 13:10) | Wielka Brytania                                                           | Basketball Arena, Londyn |
| 3 sierpnia 201221:15 | Pkt:Sandrine Gruda, Edwige Lawson-Wade 16 Zb:Élodie Godin 8 As:Élodie Godin 4 | 80:77 (pd.)(10:13, 17:10, 20:21, 20:23, dogr. 13:10) | Pkt:Johannah Leedham 29 Zb:Julie Page, Johannah Leedham 8 As:Julie Page 3 | Basketball Arena, Londyn |

| 5 sierpnia 201223:15 | Wielka Brytania                                                      | 66:78(19:19, 17:20, 17:25, 13:14) | Brazylia                                                                         | Basketball Arena, Londyn |
| 5 sierpnia 201223:15 | Pkt:Natalie Stafford 15 Zb:Natalie Stafford 4 As:Natalie Stafford 11 | 66:78(19:19, 17:20, 17:25, 13:14) | Pkt:Clarissa Santos, Érika de Souza 16 Zb:Adriana Pinto 12 As:Clarissa Santos 13 | Basketball Arena, Londyn |

### Lekkoatletyka
W każdej konkurencji mogą zakwalifikować się maksymalnie 3 osoby z minimum A oraz jedna z minimum B pod warunkiem że jest jedynym reprezentantem kraju z tym minimum. Podana została liczba zawodników, którzy uzyskali minimum międzynarodowe.

#### Mężczyźni
Konkurencje biegowe
| Konkurencja                   | Zawodnik                                                         | Runda 1           | Runda 1           | Runda 2              | Runda 2              | Półfinał             | Półfinał             | Finał            | Finał            |
| Konkurencja                   | Zawodnik                                                         | Rezultat          | Pozycja           | Rezultat             | Pozycja              | Rezultat             | Pozycja              | Rezultat         | Pozycja          |
| ----------------------------- | ---------------------------------------------------------------- | ----------------- | ----------------- | -------------------- | -------------------- | -------------------- | -------------------- | ---------------- | ---------------- |
| Bieg na 100 m                 | Dwain Chambers                                                   |                   |                   | 10,02                | 1.                   | 10,05                | 4.                   | → Nie awansował  | → Nie awansował  |
| Bieg na 100 m                 | James Dasaolu                                                    |                   |                   | 10,13                | 3.                   | 10,18                | 7.                   | → Nie awansował  | → Nie awansował  |
| Bieg na 100 m                 | Adam Gemili                                                      |                   |                   | 10,11                | 2.                   | 10,06                | 3.                   | → Nie awansował  | → Nie awansował  |
| Bieg na 200 m                 | James Ellington                                                  |                   |                   | 21,23                | 6.                   | → Nie awansował      | → Nie awansował      | → Nie awansował  | → Nie awansował  |
| Bieg na 200 m                 | Christian Malcolm                                                |                   |                   | 20,59                | 2.                   | 20,51                | 3.                   | → Nie awansował  | → Nie awansował  |
| Bieg na 400 m                 | Nigel Levine                                                     |                   |                   | 45,58                | 3.                   | 45,64                | 6.                   | → Nie awansował  | → Nie awansował  |
| Bieg na 400 m                 | Martyn Rooney                                                    |                   |                   | 45,36                | 2.                   | 45,31                | 5.                   | → Nie awansował  | → Nie awansował  |
| Bieg na 400 m                 | Conrad Williams                                                  |                   |                   | 46,12                | 3.                   | 45,53                | 8.                   | → Nie awansował  | → Nie awansował  |
| Bieg na 800 m                 | Andrew Osagie                                                    |                   |                   | 1:46,42              | 3.                   | 1:44,74              | 2                    | 1:43,77          | 8.               |
| Bieg na 800 m                 | Michael Rimmer                                                   |                   |                   | 1:49,05              | 5.                   | → Nie awansował      | → Nie awansował      | → Nie awansował  | → Nie awansował  |
| Bieg na 800 m                 | Gareth Warburton                                                 |                   |                   | 1:46,97              | 5.                   | → Nie awansował      | → Nie awansował      | → Nie awansował  | → Nie awansował  |
| Bieg na 1500 m                | Andrew Baddeley                                                  |                   |                   | 3:40,34              | 6.                   | 3:36,03              | 8.                   | → Nie awansował  | → Nie awansował  |
| Bieg na 1500 m                | Ross Murray                                                      |                   |                   | 3:36,74              | 4.                   | 3:44,92              | 10.                  | → Nie awansował  | → Nie awansował  |
| Bieg na 5000 m                | Mo Farah                                                         | 13:26,00          | 3.                |                      |                      |                      |                      | 13:41,66         | złoto            |
| Bieg na 5000 m                | Nick McCormick                                                   | 13:25,70          | 12.               |                      |                      |                      |                      | → Nie awansował  | → Nie awansował  |
| Bieg na 10 000 m              | Mo Farah                                                         |                   |                   |                      |                      |                      |                      | 27:30,42         | złoto            |
| Bieg na 10 000 m              | Chris Thompson                                                   |                   |                   |                      |                      |                      |                      | 29:06,14         | 25.              |
| Bieg na 110 m przez płotki    | Lawrence Clarke                                                  |                   |                   | 13,42                | 2.                   | 13,31                | 3.                   | 13,39            | 4.               |
| Bieg na 110 m przez płotki    | Andrew Pozzi                                                     |                   |                   | → Nie ukończył biegu | → Nie ukończył biegu | → Nie awansował      | → Nie awansował      | → Nie awansował  | → Nie awansował  |
| Bieg na 110 m przez płotki    | Andrew Turner                                                    |                   |                   | 13,42                | 1.                   | 13,42                | 4.                   | → Nie awansował  | → Nie awansował  |
| Bieg na 400 m przez płotki    | Jack Green                                                       |                   |                   | 49,49                | 2.                   | → Nie ukończył biegu | → Nie ukończył biegu | → Nie awansował  | → Nie awansował  |
| Bieg na 400 m przez płotki    | Dai Greene                                                       |                   |                   | 48,98                | 1.                   | 48,19                | 4.                   | 48,24            | 4.               |
| Bieg na 400 m przez płotki    | Rhys Williams                                                    |                   |                   | 49,17                | 5.                   | 49,63                | 4.                   | → Nie awansował  | → Nie awansował  |
| Bieg na 3000 m z przeszkodami | Stuart Stokes                                                    | 8:43,04           | 12.               |                      |                      |                      |                      | → Nie awansował  | → Nie awansował  |
| Maraton                       | Lee Merrien                                                      |                   |                   |                      |                      |                      |                      | 2:17:00          | 30.              |
| Maraton                       | Scott Overall                                                    |                   |                   |                      |                      |                      |                      | 2:22:37          | 61.              |
| Chód na 50 km                 | Dominic King                                                     |                   |                   |                      |                      |                      |                      | 4:15:05          | 51.              |
| Sztafeta 4x100 m              | Dwain Chambers Adam Gemili Christian Malcolm Danny Talbot        | → Dyskwalifikacja | → Dyskwalifikacja |                      |                      |                      |                      | → Nie awansowali | → Nie awansowali |
| Sztafeta 4x400 m              | Jack Green Dai Greene Nigel Levine Martyn Rooney Conrad Williams | 3:00,38           | 2.                |                      |                      |                      |                      | 2:59,63          | 4.               |

Konkurencje techniczne
| Konkurencja    | Zawodnik        | Eliminacje | Eliminacje | Finał                      | Finał                      |
| Konkurencja    | Zawodnik        | Rezultat   | Pozycja    | Rezultat                   | Pozycja                    |
| -------------- | --------------- | ---------- | ---------- | -------------------------- | -------------------------- |
| Rzut dyskiem   | Abdul Buhari    | 60,08      | 29.        | → Nie awansował            | → Nie awansował            |
| Rzut dyskiem   | Brett Morse     | 58,18      | 35.        | → Nie awansował            | → Nie awansował            |
| Rzut dyskiem   | Lawrence Okoye  | 65,28      | 4.         | 61,03                      | 12.                        |
| Rzut oszczepem | Mervyn Luckwell | 74,09      | 35.        | → Nie awansował            | → Nie awansował            |
| Rzut młotem    | Alex Smith      | 74,71      | 11.        | 72,87                      | 12.                        |
| Pchnięcie kulą | Carl Myerscough | 18,95      | 29.        | → Nie awansował            | → Nie awansował            |
| Skok wzwyż     | Robbie Grabarz  | 2,29       | 1.         | 2,29                       | brąz                       |
| Skok o tyczce  | Steven Lewis    | 5,50       | 9.         | 5,75                       | 5.                         |
| Skok w dal     | Greg Rutherford | 8,08       | 4.         | 8,31                       | złoto                      |
| Skok w dal     | Chris Tomlinson | 8,06       | 5.         | 8,07                       | 6.                         |
| Trójskok       | Phillips Idowu  | 16,53      | 14.        | → Nie awansował            | → Nie awansował            |
| Dziesięciobój  | Daniel Awde     |            |            | → Nie ukończył konkurencji | → Nie ukończył konkurencji |

#### Kobiety
Konkurencje biegowe
| Konkurencja                   | Zawodnik                                                                     | Runda 1                  | Runda 1                  | Runda 2                  | Runda 2                  | Półfinał                 | Półfinał                 | Finał                    | Finał                    |
| Konkurencja                   | Zawodnik                                                                     | Rezultat                 | Pozycja                  | Rezultat                 | Pozycja                  | Rezultat                 | Pozycja                  | Rezultat                 | Pozycja                  |
| ----------------------------- | ---------------------------------------------------------------------------- | ------------------------ | ------------------------ | ------------------------ | ------------------------ | ------------------------ | ------------------------ | ------------------------ | ------------------------ |
| Bieg na 100 m                 | Anyika Onuora                                                                |                          |                          | 11,41                    | 5.                       | → Nie awansowała         | → Nie awansowała         | → Nie awansowała         | → Nie awansowała         |
| Bieg na 100 m                 | Abi Oyepitan                                                                 |                          |                          | 11,22                    | 5.                       | 11,36                    | 8.                       | → Nie awansowała         | → Nie awansowała         |
| Bieg na 200 m                 | Margaret Adeoye                                                              |                          |                          | 22,94                    | 3.                       | 23,28                    | 7.                       | → Nie awansowała         | → Nie awansowała         |
| Bieg na 200 m                 | Anyika Onuora                                                                | 23,23                    | 4.                       |                          |                          | → Nie awansowała         | → Nie awansowała         | → Nie awansowała         | → Nie awansowała         |
| Bieg na 200 m                 | Abi Oyepitan                                                                 | 22,92                    | 2.                       |                          |                          | 23,14                    | 6.                       | → Nie awansowała         | → Nie awansowała         |
| Bieg na 400 m                 | Shana Cox                                                                    | 52,01                    | 3.                       |                          |                          | 52,58                    | 7.                       | → Nie awansowała         | → Nie awansowała         |
| Bieg na 400 m                 | Lee McConnell                                                                | 52,23                    | 3.                       |                          |                          | 52,24                    | 7.                       | → Nie awansowała         | → Nie awansowała         |
| Bieg na 400 m                 | Christine Ohuruogu                                                           | 50,80                    | 2.                       |                          |                          | 50,22                    | 2.                       | 49,70                    | srebro                   |
| Bieg na 800 m                 | Lynsey Sharp                                                                 | 2:01,41                  | 2.                       |                          |                          | 2:01,78                  | 7.                       | → Nie awansowała         | → Nie awansowała         |
| Bieg na 1500 m                | Lisa Dobriskey                                                               | 4:13,32                  | 1.                       |                          |                          | 4:05,35                  | 2.                       | 4:13,02                  | 10.                      |
| Bieg na 1500 m                | Hannah England                                                               | 4:05,73                  | 5.                       |                          |                          | 4:06,35                  | 9.                       | → Nie awansowała         | → Nie awansowała         |
| Bieg na 1500 m                | Laura Weightman                                                              | 4:07,29                  | 6.                       |                          |                          | 4:02,99                  | 7.                       | 4:15,60                  | 11.                      |
| Bieg na 5000 m                | Julia Bleasdale                                                              | 15:02,00                 | 4.                       |                          |                          |                          |                          | 15:14,55                 | 8.                       |
| Bieg na 5000 m                | Barbara Parker                                                               | 15:12,81                 | 9.                       |                          |                          |                          |                          | → Nie awansowała         | → Nie awansowała         |
| Bieg na 5000 m                | Jo Pavey                                                                     | 15:02,84                 | 7.                       |                          |                          |                          |                          | 15:12,72                 | 7.                       |
| Bieg na 10000 m               | Julia Bleasdale                                                              |                          |                          |                          |                          |                          |                          | 30:55,63                 | 8.                       |
| Bieg na 10000 m               | Jo Pavey                                                                     |                          |                          |                          |                          |                          |                          | 30:53,20                 | 7.                       |
| Bieg na 100 m przez płotki    | Jessica Ennis                                                                | → Nie stanęła na starcie | → Nie stanęła na starcie | → Nie stanęła na starcie | → Nie stanęła na starcie | → Nie stanęła na starcie | → Nie stanęła na starcie | → Nie stanęła na starcie | → Nie stanęła na starcie |
| Bieg na 100 m przez płotki    | Tiffany Porter                                                               | 12,79                    | 3.                       |                          |                          | 12,79                    | 4.                       | → Nie awansowała         | → Nie awansowała         |
| Bieg na 400 m przez płotki    | Eilidh Child                                                                 | 56,14                    | 3.                       |                          |                          | 56,03                    | 7.                       | → Nie awansowała         | → Nie awansowała         |
| Bieg na 400 m przez płotki    | Perri Shakes-Drayton                                                         | 54,62                    | 1.                       |                          |                          | 55,19                    | 3.                       | → Nie awansowała         | → Nie awansowała         |
| Bieg na 3000 m z przeszkodami | Eilish McColgan                                                              | 9:54,36                  | 9.                       |                          |                          |                          |                          | → Nie awansowała         | → Nie awansowała         |
| Bieg na 3000 m z przeszkodami | Barbara Parker                                                               | 9:32,07                  | 6.                       |                          |                          |                          |                          | → Nie awansowała         | → Nie awansowała         |
| Maraton                       | Claire Hallissey                                                             |                          |                          |                          |                          |                          |                          | 2:35:39                  | 57.                      |
| Maraton                       | Freya Murray                                                                 |                          |                          |                          |                          |                          |                          | 2:32:14                  | 44.                      |
| Maraton                       | Mara Yamauchi                                                                |                          |                          |                          |                          |                          |                          | → Nie ukończyła biegu    | → Nie ukończyła biegu    |
| Sztafeta 4x400 m              | Shana Cox Lee McConnell Perri Shakes-Drayton Christine Ohuruogu Eilidh Child | 3:25,05                  | 3.                       |                          |                          |                          |                          | 3:24,76                  | 5.                       |
| Chód 20 km                    | Johanna Jackson                                                              |                          |                          |                          |                          |                          |                          | → Dyskwalifikacja        | → Dyskwalifikacja        |

Konkurencje techniczne
| Konkurencja    | Zawodnik                  | Eliminacje | Eliminacje           | Finał                | Finał                |
| Konkurencja    | Zawodnik                  | Rezultat   | Pozycja              | Rezultat             | Pozycja              |
| -------------- | ------------------------- | ---------- | -------------------- | -------------------- | -------------------- |
| Rzut oszczepem | Goldie Sayers             | x          | → Nie sklasyfikowana | → Nie sklasyfikowana | → Nie sklasyfikowana |
| Rzut młotem    | Sophie Hitchon            | 71,98      | 10.                  | 69,33                | 12.                  |
| Skok o tyczce  | Holly Bleasdale           | 4,55       | 7.                   | 4,45                 | 6.                   |
| Skok o tyczce  | Kate Dennison             | 4,25       | 26.                  | → Nie awansowała     | → Nie awansowała     |
| Skok w dal     | Shara Proctor             | 6,83       | 1.                   | 6,55                 | 9.                   |
| Trójskok       | Yamile Aldama             | 14,45      | 3.                   | 14,48                | 5.                   |
| Siedmiobój     | Jessica Ennis             |            |                      | 6955                 | złoto                |
| Siedmiobój     | Louise Hazel              |            |                      | 5856                 | 27.                  |
| Siedmiobój     | Katarina Johnson-Thompson |            |                      | 6267                 | 15.                  |

### Łucznictwo
Mężczyźni
| Zawodnik                                | Konkurencja   | Runda rankingowa | Runda rankingowa | 1/32                    | 1/16                  | 1/8                       | Ćwierćfinały     | Półfinały        | Finał            | Finał   |
| Zawodnik                                | Konkurencja   | Wynik            | Seed             | Przeciwnik Wynik        | Przeciwnik Wynik      | Przeciwnik Wynik          | Przeciwnik Wynik | Przeciwnik Wynik | Przeciwnik Wynik | Pozycja |
| --------------------------------------- | ------------- | ---------------- | ---------------- | ----------------------- | --------------------- | ------------------------- | ---------------- | ---------------- | ---------------- | ------- |
| Laurence Godfrey                        | Indywidualnie | 680              | 4.               | Emdadul Haque Milon 6-0 | Juan René Serrano 7-1 | Khairul Anuar Mohamad 5-6 | → Nie awansował  | → Nie awansował  | → Nie awansował  | 9.      |
| Simon Terry                             | Indywidualnie | 654              | 50.              | Yu Ishizu 7-1           | Dan Olaru 1-7         | → Nie awansował           | → Nie awansował  | → Nie awansował  | → Nie awansował  | 17.     |
| Alan Wills                              | Indywidualnie | 660              | 42.              | Taylor Worth 5-6        | → Nie awansował       | → Nie awansował           | → Nie awansował  | → Nie awansował  | → Nie awansował  | 33.     |
| Laurence Godfrey Simon Terry Alan Wills | Drużynowo     | 1994             | 8.               |                         |                       | Ukraina 212-223           | → Nie awansowali | → Nie awansowali | → Nie awansowali | 9.      |

Kobiety
| Zawodnik                                   | Konkurencja   | Runda rankingowa | Runda rankingowa | 1/32                           | 1/16                       | 1/8              | Ćwierćfinały     | Półfinały        | Finał            | Finał   |
| Zawodnik                                   | Konkurencja   | Wynik            | Seed             | Przeciwnik Wynik               | Przeciwnik Wynik           | Przeciwnik Wynik | Przeciwnik Wynik | Przeciwnik Wynik | Przeciwnik Wynik | Pozycja |
| ------------------------------------------ | ------------- | ---------------- | ---------------- | ------------------------------ | -------------------------- | ---------------- | ---------------- | ---------------- | ---------------- | ------- |
| Naomi Folkard                              | Indywidualnie | 637              | 42.              | Kristina Timofiejewa 6-4       | Mariana Avitia 2-6         | → Nie awansowała | → Nie awansowała | → Nie awansowała | → Nie awansowała | 17.     |
| Amy Oliver                                 | Indywidualnie | 608              | 57.              | Deepika Kumari 6-2             | Ika Yuliana Rochmawati 1-7 | → Nie awansowała | → Nie awansowała | → Nie awansowała | → Nie awansowała | 17.     |
| Alison Williamson                          | Indywidualnie | 629              | 47.              | Biszindeegijn Urantungalag 3-7 | → Nie awansowała           | → Nie awansowała | → Nie awansowała | → Nie awansowała | → Nie awansowała | 33.     |
| Naomi Folkard Amy Oliver Alison Williamson | Drużynowo     | 1874             | 11.              |                                |                            | Rosja 208-215    | → Nie awansowały | → Nie awansowały | → Nie awansowały | 9.      |

### Pięciobój nowoczesny
| Zawodnik        | Konkurencja | Szermierka | Szermierka | Szermierka | Pływanie | Pływanie | Pływanie | Jazda konna | Jazda konna | Jazda konna | Kombinacja: strzelanie/bieg przełajowy | Kombinacja: strzelanie/bieg przełajowy | Kombinacja: strzelanie/bieg przełajowy | Kombinacja: strzelanie/bieg przełajowy | Suma punktów | Pozycja |
| Zawodnik        | Konkurencja | Wynik      | M.         | Punkty     | Czas     | M.       | Punkty   | Kary        | M.          | Punkty      | M. strzelanie                          | Czas                                   | M.                                     | Punkty                                 | Suma punktów | Pozycja |
| --------------- | ----------- | ---------- | ---------- | ---------- | -------- | -------- | -------- | ----------- | ----------- | ----------- | -------------------------------------- | -------------------------------------- | -------------------------------------- | -------------------------------------- | ------------ | ------- |
| Sam Weale       | Mężczyźni   | 17-18      | 13.        | 808        | 2:03,40  | 12.      | 1320     | 24          | 7.          | 1176        | 13.                                    | 11:00,00                               | 22.                                    | 2360                                   | 5664         | 13.     |
| Nick Woodbridge | Mężczyźni   | 17-18      | 13.        | 808        | 1:57,32  | 2.       | 1396     | 44          | 11.         | 1156        | 12.                                    | 11:01,60                               | 23.                                    | 2356                                   | 5716         | 10.     |
| Mhairi Spence   | Kobiety     | 19-16      | 11.        | 856        | 2:16,51  | 10.      | 1164     | 104         | 25.         | 1096        | 20.                                    | 12:46,23                               | 28.                                    | 1936                                   | 5052         | 21.     |
| Samantha Murray | Kobiety     | 18-17      | 16.        | 832        | 2:08,20  | 2.       | 1264     | 60          | 13.         | 1140        | 3.                                     | 12:00,59                               | 10                                     | 2120                                   | 5356         | srebro  |

### Piłka nożna
- Reprezentacja mężczyzn

Reprezentacja Wielkiej Brytanii brała udział w rozgrywkach grupy A turnieju olimpijskiego zajmując w niej pierwsze miejsce i awansując do ćwierćfinału. W ćwierćfinale uległa reprezentacji Korei w rzutach karnych. Ostatecznie drużyna Wielkiej Brytanii została sklasyfikowana na 5. miejscu.
| - Joe Allen - Craig Bellamy - Ryan Bertrand - Jack Butland - Steven Caulker - Tom Cleverley - Jack Cork - Craig Dawson - Ryan Giggs |  | - Aaron Ramsey - Micah Richards - Danny Rose - Scott Sinclair - Marvin Sordell - Daniel Sturridge - Neil Taylor - James Tomkins |

Grupa A
| Drużyna                      | M | Mecze | Mecze | Mecze | Bramki | Bramki | Bramki | Pkt |
| Drużyna                      | M | W     | R     | P     | +      | –      | +/-    | Pkt |
| ---------------------------- | - | ----- | ----- | ----- | ------ | ------ | ------ | --- |
| Wielka Brytania              | 3 | 2     | 1     | 0     | 5      | 2      | +3     | 7   |
| Senegal                      | 3 | 1     | 2     | 0     | 4      | 2      | +2     | 5   |
| Urugwaj                      | 3 | 1     | 0     | 2     | 2      | 4      | -2     | 3   |
| Zjednoczone Emiraty Arabskie | 3 | 0     | 1     | 2     | 3      | 6      | -3     | 1   |

| 26 lipca 2012 19:45 | Wielka Brytania · Bellamy 20' | 1:1(1:0)Raport | Senegal · 82' Konaté | Old Trafford, Manchester Widzów: 72,176 Sędzia: Ravshan Ermatov |
|                     |                               |                |                      |                                                                 |

| 29 lipca 2012 19:45 | Wielka Brytania · Giggs 16' · Sinclair 73' · Sturridge 76' | 3:1(1:0)Raport | Zjednoczone Emiraty Arabskie · 60' Eisa | Stadion Wembley, Londyn Widzów: 85,137 Sędzia: Roberto García Orozco |
|                     |                                                            |                |                                         |                                                                      |

| 1 sierpnia 2012 19:45 | Wielka Brytania · Sturridge 45+1' | 1:0(1:0)Raport | Urugwaj | Millennium Stadium, Cardiff Widzów: 70,438 Sędzia: Yuichi Nishimura |
|                       |                                   |                |         |                                                                     |

#### Ćwierćfinał
| 4 sierpnia 2012 20.00                                                       | Wielka Brytania · Aaron Ramsey 36' (k) | 1:1 dogr. k. 4:5(1:1, 1:1)Raport                                           | Korea Południowa · 29' Ji Dong-won | Millennium Stadium, Cardiff Sędzia: Wilmar Roldán |
|                                                                             |                                        |                                                                            |                                    |                                                   |
|                                                                             |                                        | Rzuty karne                                                                |                                    |                                                   |
| Aaron Ramsey · Tom Cleverley · Craig Dawson · Ryan Giggs · Daniel Sturridge |                                        | Koo Ja-cheol · Baek Sung-dong · Hwang Seok-ho · Park Joo-ho · Ki Sung-yong |                                    |                                                   |

- Reprezentacja kobiet

Reprezentacja Wielkiej Brytanii brała udział w rozgrywkach grupy E turnieju olimpijskiego zajmując w niej pierwsze miejsce i awansując do ćwierćfinału. W ćwierćfinale uległa reprezentacji Kanady. Ostatecznie drużyna Wielkiej Brytanii została sklasyfikowana na 5. miejscu.
| - Eni Aluko - Anita Asante - Karen Bardsley - Sophie Bradley - Karen Carney - Ifeoma Dieke - Steph Houghton - Kim Little |  | - Fara Williams - Alex Scott - Jill Scott - Kelly Smith - Casey Stoney - Ellen White - Rachel Williams - Rachel Yankey |

Grupa E
| Drużyna         | M | Mecze | Mecze | Mecze | Bramki | Bramki | Bramki | Pkt |
| Drużyna         | M | W     | R     | P     | +      | –      | +/-    | Pkt |
| --------------- | - | ----- | ----- | ----- | ------ | ------ | ------ | --- |
| Wielka Brytania | 3 | 3     | 0     | 0     | 5      | 0      | +5     | 9   |
| Brazylia        | 3 | 2     | 0     | 1     | 6      | 1      | +5     | 6   |
| Nowa Zelandia   | 3 | 1     | 0     | 2     | 3      | 3      | 0      | 3   |
| Kamerun         | 3 | 0     | 0     | 3     | 1      | 11     | -10    | 0   |

| 25 lipca 2012 17:00 CET | Wielka Brytania · Stephanie Houghton 63' | 1:0(0:0)Raport | Nowa Zelandia | Millennium Stadium, Cardiff Widzów: 24 549 Sędzia: Kari Seitz |
|                         |                                          |                |               |                                                               |

| 28 lipca 2012 18:15 CET | Wielka Brytania · Casey Stoney 18' · Jill Scott 23' · Steph Houghton 82' | 3:0(2:0)Raport | Kamerun | Millennium Stadium, Cardiff Widzów: 31 141 Sędzia: Hong Eun-Ah |
|                         |                                                                          |                |         |                                                                |

| 31 lipca 2012 20:45 CET | Wielka Brytania · Steph Houghton 2' | 1:0(1:0)Raport | Brazylia | Millennium Stadium, Cardiff Widzów: 70 584 Sędzia: Carol Anne Chenard |
|                         |                                     |                |          |                                                                       |

| 3 sierpnia 2012 20:30 CET | Wielka Brytania | 0:2(0:2)Raport | Kanada · 12' Jonelle Filigno · 26' Christine Sinclair | Ricoh Arena, Coventry Widzów: 28 828 Sędzia: Sachiko Yamagishi |
|                           |                 |                |                                                       |                                                                |

### Piłka ręczna
- Reprezentacja mężczyzn

Reprezentacja Wielkiej Brytanii brała udział w rozgrywkach grupy A turnieju olimpijskiego zajmując w niej szóste miejsce i nie awansując do ćwierćfinału. Ostatecznie reprezentacja Wielkiej Brytanii została sklasyfikowana na 12. miejscu.
| - Jesper Parker - Bobby White - Ciaran Williams - Sebastian Prieto - Christopher Mohr - Steven Larsson - Martin Hare |  | - Daniel McMillan - Mark Hawkins - Chris McDermott - Robin Garnham - Sebastien Edgar - John Pearce - Gawain Vincent |

Grupa A
| Drużyna         | M | Mecze | Mecze | Mecze | Bramki | Bramki | Bramki | Pkt |
| Drużyna         | M | W     | R     | P     | +      | –      | +/-    | Pkt |
| --------------- | - | ----- | ----- | ----- | ------ | ------ | ------ | --- |
| Islandia        | 5 | 5     | 0     | 0     | 167    | 132    | +35    | 10  |
| Francja         | 5 | 4     | 0     | 1     | 159    | 110    | +49    | 8   |
| Szwecja         | 5 | 3     | 0     | 2     | 156    | 115    | +41    | 6   |
| Tunezja         | 5 | 2     | 0     | 3     | 121    | 125    | -4     | 4   |
| Argentyna       | 5 | 1     | 0     | 4     | 113    | 138    | -25    | 2   |
| Wielka Brytania | 5 | 0     | 0     | 5     | 96     | 192    | -96    | 0   |

#### Rozgrywki grupowe
| 29 lipca 201220:30 | Francja           | 44:15(21:7) | Wielka Brytania | Copper Box, Londyn Sędzia: ABDULLA Mansour, BAMUTREF Saleh Jamaan |
| 29 lipca 201220:30 | Guillaume Joli 11 | 44:15(21:7) | Robin Garnham 6 | Copper Box, Londyn Sędzia: ABDULLA Mansour, BAMUTREF Saleh Jamaan |
| 29 lipca 201220:30 | 2× · 2×           | 44:15(21:7) | 4× · 3× · 1×    | Copper Box, Londyn Sędzia: ABDULLA Mansour, BAMUTREF Saleh Jamaan |

| 31 lipca 201215:30 | Wielka Brytania  | 19:41(10:24) | Szwecja          | Copper Box, Londyn Widzów: 4 382 Sędzia: Nikolić, Stojković |
| 31 lipca 201215:30 | Steven Larsson 4 | 19:41(10:24) | Niclas Ekberg 13 | Copper Box, Londyn Widzów: 4 382 Sędzia: Nikolić, Stojković |
| 31 lipca 201215:30 | 6× · 3× · 1×     | 19:41(10:24) | 4× · 3×          | Copper Box, Londyn Widzów: 4 382 Sędzia: Nikolić, Stojković |

| 2 sierpnia 201217:15 | Wielka Brytania  | 21:32(11:16) | Argentyna           | Copper Box, Londyn Sędzia: COULIBALY Yalatima Nanga, DIABATE Mamoudou |
| 2 sierpnia 201217:15 | Steven Larsson 6 | 21:32(11:16) | Sebastian Simonet 6 | Copper Box, Londyn Sędzia: COULIBALY Yalatima Nanga, DIABATE Mamoudou |
| 2 sierpnia 201217:15 | 4× · 4×          | 21:32(11:16) | 3× · 3×             | Copper Box, Londyn Sędzia: COULIBALY Yalatima Nanga, DIABATE Mamoudou |

| 4 sierpnia 201210:30 | Tunezja        | 34:17(14:8) | Wielka Brytania   | Copper Box, Londyn Sędzia: Gubica Matija, Milošević Boris |
| 4 sierpnia 201210:30 | Aymen Toumi 10 | 34:17(14:8) | Sebastien Edgar 5 | Copper Box, Londyn Sędzia: Gubica Matija, Milošević Boris |
| 4 sierpnia 201210:30 | 5× · 3×        | 34:17(14:8) | 6× · 3×           | Copper Box, Londyn Sędzia: Gubica Matija, Milošević Boris |

| 6 sierpnia 201217:15 | Islandia                  | 41:24(18:15) | Wielka Brytania  | Copper Box, Londyn Sędzia: Olesen Per, Pedersen Lars Ejby |
| 6 sierpnia 201217:15 | Guðjón Valur Sigurðsson 8 | 41:24(18:15) | Steven Larsson 9 | Copper Box, Londyn Sędzia: Olesen Per, Pedersen Lars Ejby |
| 6 sierpnia 201217:15 | 7× · 2× · 1×              | 41:24(18:15) | 6× · 3× · 1×     | Copper Box, Londyn Sędzia: Olesen Per, Pedersen Lars Ejby |

- Reprezentacja kobiet

Reprezentacja Wielkiej Brytanii brała udział w rozgrywkach grupy A turnieju olimpijskiego zajmując w niej szóste miejsce i nie awansując do ćwierćfinału. Ostatecznie reprezentacja Wielkiej Brytanii została sklasyfikowana na 12. miejscu.
| - Sarah Hargreaves - Jane Mayes - Holly Lam-Moores - Zoe van der Weel - Nina Heglund - Lynn McCafferty - Louise Jukes |  | - Britt Goodwin - Kelsi Fairbrother - Lyn Byl - Yvonne Leuthold - Ewa Palies - Kathryn Fudge - Marie Gerbron |

Grupa A
| Drużyna         | M | Mecze | Mecze | Mecze | Bramki | Bramki | Bramki | Pkt |
| Drużyna         | M | W     | R     | P     | +      | –      | +/-    | Pkt |
| --------------- | - | ----- | ----- | ----- | ------ | ------ | ------ | --- |
| Brazylia        | 5 | 4     | 0     | 1     | 137    | 122    | +15    | 8   |
| Chorwacja       | 5 | 4     | 0     | 1     | 145    | 115    | +30    | 8   |
| Rosja           | 5 | 3     | 1     | 1     | 151    | 125    | +26    | 7   |
| Czarnogóra      | 5 | 2     | 1     | 2     | 137    | 123    | +14    | 5   |
| Angola          | 5 | 1     | 0     | 4     | 132    | 142    | -10    | 2   |
| Wielka Brytania | 5 | 0     | 0     | 5     | 91     | 166    | -75    | 0   |

| 28 lipca 201220:30 | Czarnogóra         | 31:19(18:12) | Wielka Brytania | Copper Box, Londyn |
| 28 lipca 201220:30 | Anđela Bulatović 5 | 31:19(18:12) | Marie Gerbron 6 | Copper Box, Londyn |
| 28 lipca 201220:30 | 4× · 3×            | 31:19(18:12) | 5× · 3×         | Copper Box, Londyn |

| 30 lipca 201215:30 | Wielka Brytania | 16:37(8:17) | Rosja                                 | Copper Box, Londyn |
| 30 lipca 201215:30 | Lyn Byl 5       | 16:37(8:17) | Emilija Turej, Olga Czernoiwanienko 5 | Copper Box, Londyn |
| 30 lipca 201215:30 | 1× · 3×         | 16:37(8:17) | 4× · 2×                               | Copper Box, Londyn |

| 1 sierpnia 201217:15 | Wielka Brytania | 17:30(8:17) | Brazylia              | Copper Box, Londyn |
| 1 sierpnia 201217:15 | Lyn Byl 5       | 17:30(8:17) | Ana Paula Rodrigues 7 | Copper Box, Londyn |
| 1 sierpnia 201217:15 | 3× · 2×         | 17:30(8:17) | 3× · 3×               | Copper Box, Londyn |

| 3 sierpnia 201210:30 | Angola         | 31:25(14:10) | Wielka Brytania | Copper Box, Londyn |
| 3 sierpnia 201210:30 | Nair Almeida 8 | 31:25(14:10) | Marie Gerbron 9 | Copper Box, Londyn |
| 3 sierpnia 201210:30 | 3× · 2×        | 31:25(14:10) | 1× · 3×         | Copper Box, Londyn |

| 5 sierpnia 201217:15 | Chorwacja          | 37:14(17:6) | Wielka Brytania     | Copper Box, Londyn |
| 5 sierpnia 201217:15 | trzy zawodniczki 5 | 37:14(17:6) | Kelsi Fairbrother 3 | Copper Box, Londyn |
| 5 sierpnia 201217:15 | 3× · 3×            | 37:14(17:6) | 4× · 3×             | Copper Box, Londyn |

### Piłka wodna
- Reprezentacja mężczyzn

Reprezentacja Wielkiej Brytanii brała udział w rozgrywkach grupy B turnieju olimpijskiego zajmując w niej szóste miejsce i nie awansując do ćwierćfinału. Ostatecznie reprezentacja Wielkiej Brytanii została sklasyfikowana na 12. miejscu.
| - Ed Scott - Ciaran James - Glen Robinson - Sean King - Craig Figes - Jack Waller - Alex Parsonage |  | - Jake Vincent - Rob Parker - Adam Scholefield - Sean Ryder - Joe O’Regan - Matt Holland |

Grupa B
| Drużyna           | M | Mecze | Mecze | Mecze | Bramki | Bramki | Bramki | Pkt |
| Drużyna           | M | W     | R     | P     | +      | –      | +/-    | Pkt |
| ----------------- | - | ----- | ----- | ----- | ------ | ------ | ------ | --- |
| Serbia            | 5 | 4     | 1     | 0     | 69     | 38     | +31    | 9   |
| Czarnogóra        | 5 | 3     | 1     | 1     | 54     | 41     | +13    | 7   |
| Węgry             | 5 | 3     | 0     | 2     | 65     | 52     | +13    | 6   |
| Stany Zjednoczone | 5 | 3     | 0     | 2     | 43     | 44     | -1     | 6   |
| Rumunia           | 5 | 1     | 0     | 4     | 48     | 55     | -7     | 2   |
| Wielka Brytania   | 5 | 0     | 0     | 5     | 28     | 78     | -50    | 0   |

#### Rozgrywki grupowe
29 lipca 2012
| Rumunia | 13:4 | Wielka Brytania |

31 lipca 2012
| Serbia | 21:7 | Wielka Brytania |

2 sierpnia 2012
| Wielka Brytania | 7:13 | Stany Zjednoczone |

4 sierpnia 2012
| Węgry | 17:6 | Wielka Brytania |

6 sierpnia 2012
| Wielka Brytania | 4:13 | Czarnogóra |

- Reprezentacja kobiet

Reprezentacja Wielkiej Brytanii brała udział w rozgrywkach grupy B turnieju olimpijskiego zajmując w niej czwarte miejsce. W ćwierćfinale uległa reprezentacji Hiszpanii. W meczach o miejsca 5-8. reprezentacja Wielkiej Brytanii spotkała się z reprezentacją Rosji przegrywając 11:9, a następnie w meczu o 7. miejsce uległa reprezentacji Włoch ostatecznie zajmując 8. miejsce.
| - Robyn Nicholls - Chloe Wilcox - Fiona McCann - Frankie Painter-Snell - Alex Rutlidge - Fran Leighton - Lisa Gibson |  | - Hazel Musgrove - Ciara Gibson Byrne - Angie Winstanley-Smith - Francesca Clayton - Beckie Kershaw - Rosie Morris |

Grupa B
| Drużyna         | M | Mecze | Mecze | Mecze | Bramki | Bramki | Bramki | Pkt |
| Drużyna         | M | W     | R     | P     | +      | –      | +/-    | Pkt |
| --------------- | - | ----- | ----- | ----- | ------ | ------ | ------ | --- |
| Australia       | 3 | 3     | 0     | 0     | 37     | 19     | +18    | 6   |
| Rosja           | 3 | 2     | 0     | 1     | 22     | 23     | -1     | 4   |
| Włochy          | 3 | 1     | 0     | 2     | 22     | 22     | 0      | 2   |
| Wielka Brytania | 3 | 0     | 0     | 3     | 14     | 33     | -19    | 0   |

30 lipca 2012
| Wielka Brytania | 6:7 | Rosja |

1 sierpnia 2012
| Wielka Brytania | 3:16 | Australia |

3 sierpnia 2012
| Wielka Brytania | 5:10 | Włochy |

#### Ćwietćfinał
| 5 sierpnia 2012 19:00 CET | Hiszpania | 9:7 | Wielka Brytania | Water Polo Arena, Londyn |
|                           |           |     |                 |                          |

#### Mecze o miejsca 5-8. – półfinał
| 7 sierpnia 2012 18:20 CET | Rosja | 11:9 | Wielka Brytania | Water Polo Arena, Londyn |
|                           |       |      |                 |                          |

#### Mecz o 7. miejsce
| 9 sierpnia 2012 14:30 CET | Włochy | 11:7 | Wielka Brytania | Water Polo Arena, Londyn |
|                           |        |      |                 |                          |

### Pływanie
Mężczyźni
| Zawodnik                                                           | Konkurencja            | Eliminacje | Eliminacje | Półfinał        | Półfinał        | Finał            | Finał            |
| Zawodnik                                                           | Konkurencja            | Czas       | Miejsce    | Czas            | Miejsce         | Czas             | Miejsce          |
| ------------------------------------------------------------------ | ---------------------- | ---------- | ---------- | --------------- | --------------- | ---------------- | ---------------- |
| Adam Brown                                                         | 50 m st. dowolnym      | 22,39      | 20.        | → Nie awansował | → Nie awansował | → Nie awansował  | → Nie awansował  |
| Adam Brown                                                         | 100 m st. dowolnym     | 49,20      | 20.        | → Nie awansował | → Nie awansował | → Nie awansował  | → Nie awansował  |
| Ieuan Lloyd                                                        | 200 m st. dowolnym     | 1:48,52    | 19.        | → Nie awansował | → Nie awansował | → Nie awansował  | → Nie awansował  |
| Craig Benson                                                       | 100 m st. klasycznym   | 1:00,04    | 13.        | 1:00,13         | 14.             | → Nie awansował  | → Nie awansował  |
| David Davies                                                       | 1500 m st. dowolnym    | 15:14,77   | 16.        |                 |                 | → Nie awansował  | → Nie awansował  |
| Daniel Fogg                                                        | 1500 m st. dowolnym    | 14:56,12   | 5.         |                 |                 | 15:00,76         | 8.               |
| Daniel Fogg                                                        | 10 km                  |            |            |                 |                 | 1:50:37,3        | 5.               |
| James Goddard                                                      | 200 m st. zmiennym     | 1:58,56    | 6.         | 1:58,49         | 7.              | 1:59,05          | 7.               |
| Michael Jamieson                                                   | 100 m st. klasycznym   | 59,89      | 9.         | 59,89           | 9.              | → Nie awansował  | → Nie awansował  |
| Michael Jamieson                                                   | 200 m st. klasycznym   | 2:08,98    | 2.         | 2:08,20         | 1.              | 2:07,43          | srebro           |
| Robert Pavoni                                                      | 200 m st. motylkowym   | 1:57,55    | 20.        | → Nie awansował | → Nie awansował | → Nie awansował  | → Nie awansował  |
| Robert Pavoni                                                      | 400 m st. zmiennym     | 4:15,56    | 13.        |                 |                 | → Nie awansował  | → Nie awansował  |
| Robbie Renwick                                                     | 200 m st. dowolnym     | 1:46,86    | 6.         | 1:46,65         | 6.              | 1:46,53          | 6.               |
| Robbie Renwick                                                     | 400 m st. dowolnym     | 3:47,44    | 11.        |                 |                 | → Nie awansował  | → Nie awansował  |
| David Carry                                                        | 400 m st. dowolnym     | 3:47,25    | 8.         |                 |                 | 3:48,62          | 7.               |
| Michael Rock                                                       | 100 m st. motylkowym   | 52,56      | 25.        | → Nie awansował | → Nie awansował | → Nie awansował  | → Nie awansował  |
| Antony James                                                       | 100 m st. motylkowym   | 53,25      | 31.        | → Nie awansował | → Nie awansował | → Nie awansował  | → Nie awansował  |
| Joseph Roebuck                                                     | 200 m st. motylkowym   | 1:56,99    | 17.        | → Nie awansował | → Nie awansował | → Nie awansował  | → Nie awansował  |
| Joseph Roebuck                                                     | 200 m st. zmiennym     | 2:00,04    | 15.        | 1:59,57         | 11.             | → Nie awansował  | → Nie awansował  |
| Joseph Roebuck                                                     | 400 m st. zmiennym     | 4:20,24    | 24.        |                 |                 | → Nie awansował  | → Nie awansował  |
| Liam Tancock                                                       | 100 m st. grzbietowym  | 53,86      | 8.         | 53,25           | 3.              | 53,35            | 5.               |
| Chris Walker-Hebborn                                               | 100 m st. grzbietowym  | 54,78      | 20.        | → Nie awansował | → Nie awansował | → Nie awansował  | → Nie awansował  |
| Chris Walker-Hebborn                                               | 200 m st. grzbietowym  | 1:59,00    | 22.        | → Nie awansował | → Nie awansował | → Nie awansował  | → Nie awansował  |
| Marco Loughran                                                     | 200 m st. grzbietowym  | 1:58,72    | 18.        | → Nie awansował | → Nie awansował | → Nie awansował  | → Nie awansował  |
| Andrew Willis                                                      | 200 m st. klasycznym   | 2:09,33    | 3.         | 2:08,47         | 3.              | 2:09,44          | 8.               |
| Grant Turner Simon Burnett James Disney-May Craig Gibbons          | 4 × 100 m st. dowolnym | 3:17,08    | 12.        |                 |                 | → Nie awansowali | → Nie awansowali |
| Robert Bale Ross Davenport Ieuan Lloyd Robbie Renwick David Carry  | 4 × 200 m st. dowolnym | 7:10.70    | 5.         |                 |                 | 7:09,33          | 6.               |
| Liam Tancock Michael Jamieson Michael Rock Adam Brown Craig Benson | 4 × 100 m st. zmiennym | 3:33,44    | 2.         |                 |                 | 3:32,32          | 4.               |

Kobiety
| Zawodniczka                                                                               | Konkurencja            | Eliminacje | Eliminacje | Półfinał         | Półfinał         | Finał            | Finał            |
| Zawodniczka                                                                               | Konkurencja            | Czas       | Miejsce    | Czas             | Miejsce          | Czas             | Miejsce          |
| ----------------------------------------------------------------------------------------- | ---------------------- | ---------- | ---------- | ---------------- | ---------------- | ---------------- | ---------------- |
| Rebecca Adlington                                                                         | 400 m st. dowolnym     | 4:05,75    | 8.         |                  |                  | 4:03,01          | brąz             |
| Rebecca Adlington                                                                         | 800 m st. dowolnym     | 8:21,78    | 1.         |                  |                  | 8:20,32          | brąz             |
| Sophie Allen                                                                              | 200 m st. zmiennym     | 2:14,72    | 21.'       | → Nie awansowała | → Nie awansowała | → Nie awansowała | → Nie awansowała |
| Georgia Davies                                                                            | 100 m st. grzbietowym  | 59,92      | 6.         | 1:00,56          | 15.              | → Nie awansowała | → Nie awansowała |
| Eleanor Faulker                                                                           | 800 m st. dowolnym     | 8:38,00    | 22.        |                  |                  | → Nie awansowała | → Nie awansowała |
| Ellen Gandy                                                                               | 100 m st. motylkowym   | 58,25      | 9.         | 57,66            | 7.               | 57,76            | 8.               |
| Ellen Gandy                                                                               | 200 m st. motylkowym   | 2:09,92    | 17.        | → Nie awansowała | → Nie awansowała | → Nie awansowała | → Nie awansowała |
| Francesca Halsall                                                                         | 50 m st. dowolnym      | 24,61      | 3.         | 24,63            | 5.               | 24,47            | 5.               |
| Francesca Halsall                                                                         | 100 m st. dowolnym     | 54,02      | 7.         | 53,77            | 5.               | 53,66            | 6.               |
| Francesca Halsall                                                                         | 100 m st. motylkowym   | 58,23      | 8.         | 58,52            | 14.              | → Nie awansowała | → Nie awansowała |
| Kate Haywood                                                                              | 100 m st. klasycznym   | 1:09,22    | 28.        | → Nie awansowała | → Nie awansowała | → Nie awansowała | → Nie awansowała |
| Siobhan-Marie O’Connor                                                                    | 100 m st. klasycznym   | 1:08,32    | 21.        | → Nie awansowała | → Nie awansowała | → Nie awansowała | → Nie awansowała |
| Joanne Jackson                                                                            | 400 m st. dowolnym     | 4:11,50    | 21.        |                  |                  | → Nie awansowała | → Nie awansowała |
| Jemma Lowe                                                                                | 200 m st. motylkowym   | 2:07,64    | 3.         | 2:07,37          | 8.               | 2:06,80          | 6.               |
| Hannah Miley                                                                              | 200 m st. zmiennym     | 2:12,27    | 10.        | 2:10,89          | 7.               | 2:11,29          | 7.               |
| Hannah Miley                                                                              | 400 m st. zmiennym     | 4:34,98    | 6.         |                  |                  | 4:34,17          | 5.               |
| Elizabeth Simmonds                                                                        | 200 m st. grzbietowym  | 2:10,37    | 14.        | 2:08,48          | 7.               | 2:07,26          | 4.               |
| Stephanie Proud                                                                           | 200 m st. grzbietowym  | 2:10,01    | 11.        | 2:09,04          | 9.               | → Nie awansowała | → Nie awansowała |
| Amy Smith                                                                                 | 50 m st. dowolnym      | 25,28      | 16.        | 24,87            | 9.               | → Nie awansowała | → Nie awansowała |
| Amy Smith                                                                                 | 100 m st. dowolnym     | 54,37      | 13.        | 54,28            | 14.              | → Nie awansowała | → Nie awansowała |
| Gemma Spofforth                                                                           | 100 m st. grzbietowym  | 1:00,05    | 12.        | 59,70            | 6.               | 59,20            | 5.               |
| Stacey Tadd                                                                               | 200 m st. klasycznym   | 2:27,18    | 18.        | → Nie awansowała | → Nie awansowała | → Nie awansowała | → Nie awansowała |
| Rebecca Turner                                                                            | 200 m st. dowolnym     | 1:58,98    | 17.        | → Nie awansowała | → Nie awansowała | → Nie awansowała | → Nie awansowała |
| Caitlin McClatchey                                                                        | 200 m st. dowolnym     | 1:58,03    | 7.         | 1:57,33          | 6.               | 1:57,60          | 7.               |
| Aimee Willmott                                                                            | 400 m st. zmiennym     | 4:38,87    | 11.        |                  |                  | → Nie awansowała | → Nie awansowała |
| Keri-Anne Payne                                                                           | 10 km                  |            |            |                  |                  | 1:57:42,2        | 4.               |
| Francesca Halsall Jessica Lloyd Amy Smith Caitlin McClatchey Rebecca Turner               | 4 × 100 m st. dowolnym | 3:38,21    | 7.         |                  |                  | 3:37,02          | 5.               |
| Eleanor Faulker Joanne Jackson Caitlin McClatchey Rebecca Turner Hannah Miley             | 4 × 200 m st. dowolnym | 7:54,31    | 7.         |                  |                  | 7:52,37          | 5.               |
| Gemma Spofforth Ellen Gandy Siobhan-Marie O’Connor Francesca Halsall Jemma Lowe Amy Smith | 4 × 100 m st. zmiennym | 3:59,37    | 6.         |                  |                  | 3:59,46          | 8.               |

### Pływanie synchroniczne
| Zawodniczki | Konkurencja | Układ techniczny | Układ techniczny | Układ dowolny (eliminacje) | Układ dowolny (eliminacje) | Układ dowolny (eliminacje) | Układ dowolny (eliminacje) | Układ dowolny (finał) | Układ dowolny (finał) | Układ dowolny (finał) | Układ dowolny (finał) |
| Zawodniczki | Konkurencja | Punkty           | Miejsce          | Punkty                     | Miejsce                    | Łącznie                    | Miejsce                    | Punkty                | Miejsce               | Łącznie               | Miejsce               |
| --- | ----------- | ---------------- | ---------------- | -------------------------- | -------------------------- | -------------------------- | -------------------------- | --------------------- | --------------------- | --------------------- | --------------------- |
| Olivia Federici Jenna Randall                                                                                                | duety       | 88.100           | 9                | 88.790                     | 9                          | 176.890                    | 9 Q                        | 89.170                | 9                     | 177.270               | 9                     |
| Yvette Baker Katie Clark Katie Dawkins Olivia Federici Jennifer Knobbs Vicki Lucass Asha Randall Jenna Randall Katie Skelton | drużyny     | 87.300           | 6                | —                          | —                          | —                          | —                          | 88.140                | 6                     | 175.440               | 6                     |

### Podnoszenie ciężarów
| Zawodnik        | Konkurencja | Rwanie | Rwanie  | Podrzut | Podrzut | Razem  | Pozycja |
| Zawodnik        | Konkurencja | Wynik  | Pozycja | Wynik   | Pozycja | Razem  | Pozycja |
| --------------- | ----------- | ------ | ------- | ------- | ------- | ------ | ------- |
| Gareth Evans    | -69 kg (m)  | 130 kg | 17.     | 158 kg  | 16.     | 288 kg | 17.     |
| Jack Oliver     | -77 kg (m)  | 140 kg | 10.     | 170 kg  | 10.     | 310 kg | 10.     |
| Peter Kirkbride | -94 kg (m)  | 138 kg | 19.     | 190 kg  | 14.     | 328 kg | 16.     |
| Zoe Smith       | -58 kg (k)  | 90 kg  | 9.      | 121 kg  | 10.     | 207 kg | 12.     |
| Natasha Perdue  | -69 kg (k)  | 92 kg  | 12.     | 113 kg  | 12.     | 205 kg | 12.     |

### Siatkówka

#### Siatkówka halowa
- Reprezentacja mężczyzn

| Nr | Imię i nazwisko | Data urodzenia (wiek) | Wzrost (cm) | Klub                  | Pozycja |
| -- | --------------- | --------------------- | ----------- | --------------------- | ------- |
| 1  | Peter Bakare    | 02.07.1989 (23)       | 196         | Landstede Volleybal   | Ś       |
| 2  | Ben Pipes (K)   | 21.08.1986 (26)       | 204         | Landstede Volleybal   | R       |
| 3  | Dami Bakare     | 29.08.1988 (23)       | 197         | VC Puurs              | A       |
| 4  | Dan Hunter      | 23.01.1990 (22)       | 183         | Landstede Volleybal   | L       |
| 5  | Mark Plotyczer  | 19.02.1987 (25)       | 195         | Tomis Konstanca       | P       |
| 7  | Mark McGivern   | 24.03.1983 (29)       | 195         | Avignon Volley-Ball   | Ś       |
| 8  | Jason Haldane   | 23.07.1971 (41)       | 203         | CSKA Sofia            | A       |
| 9  | Andrew Pink     | 25.01.1983 (29)       | 192         | Ślepsk Suwałki        | P       |
| 10 | Nathan French   | 20.04.1990 (22)       | 193         | Avignon Volley-Ball   | P       |
| 11 | Joel Miller     | 15.12.1988 (23)       | 191         | VBK Klagenfurt        | P       |
| 12 | Chris Lamont    | 28.08.1986 (25)       | 199         | ASUL Lyon Volley-Ball | Ś       |
| 17 | Kieran O’Malley | 12.05.1988 (24)       | 188         | Abiant Groningen      | R       |

Reprezentacja Wielkiej Brytanii brała udział w rozgrywkach grupy A turnieju olimpijskiego zajmując w niej szóste miejsce i nie awansując do ćwierćfinału. Ostatecznie Reprezentacja Wielkiej Brytanii została sklasyfikowana na 11. miejscu.
| Drużyna         | Konkurencja      | Faza grupowa     | Faza grupowa     | Faza grupowa     | Faza grupowa     | Faza grupowa     | Faza grupowa | Ćwierćfinały     | Półfinały        | Finał            | Pozycja |
| Drużyna         | Konkurencja      | Przeciwnik Wynik | Przeciwnik Wynik | Przeciwnik Wynik | Przeciwnik Wynik | Przeciwnik Wynik | Pozycja      | Przeciwnik Wynik | Przeciwnik Wynik | Przeciwnik Wynik | Pozycja |
| --------------- | ---------------- | ---------------- | ---------------- | ---------------- | ---------------- | ---------------- | ------------ | ---------------- | ---------------- | ---------------- | ------- |
| Wielka Brytania | siatkówka halowa | Bułgaria · 0:3   | Australia · 0:3  | Włochy · 0:3     | Polska · 0:3     | Argentyna · 0:3  | 6.           | → Nie awansowali | → Nie awansowali | → Nie awansowali | 12.     |

- Reprezentacja kobiet

| Nr | Imię i nazwisko   | Data urodzenia (wiek) | Wzrost (cm) | Klub                             | Pozycja |
| -- | ----------------- | --------------------- | ----------- | -------------------------------- | ------- |
| 1  | Savanah Leaf      | 24.11.1993 (18)       | 183         | University of Miami              | P       |
| 2  | Lucy Wicks        | 20.03.1980 (32)       | 173         | Alemannia Aachen                 | R       |
| 4  | Rachel Laybourne  | 19.05.1982 (30)       | 178         | Mosir/Sokół Silesia Volley       | A       |
| 6  | Jennifer Taylor   | 16.08.1980 (31)       | 179         | TFM/DOK Dwingeloo                | R       |
| 7  | Maria Bertelli    | 10.06.1977 (35)       | 171         | Volley Köniz                     | L       |
| 8  | Rachel Bragg      | 11.12.1984 (28)       | 185         | TV Fischbek Hamburg              | P       |
| 9  | Joanne Morgan     | 07.10.1983 (29)       | 168         | TFM/DOK Dwingeloo                | R       |
| 10 | Lynne Beattie (K) | 25.05.1981 (31)       | 182         | Club Voleibol Las Palmas         | P       |
| 12 | Elizabeth Reid    | 21.08.1989 (22)       | 180         | University of Georgia            | Ś       |
| 16 | Janine Sandell    | 15.10.1988 (23)       | 180         | Valeriano Alles Menorca          | P       |
| 18 | Grace Carter      | 10.08.1987 (24)       | 183         | Terville Florange Olympique Club | Ś       |
| 19 | Ciara Michell     | 02.07.1985 (27)       | 196         | Alemannia Aachen                 | Ś       |

Reprezentacja Wielkiej Brytanii brała udział w rozgrywkach grupy A turnieju olimpijskiego zajmując w niej piąte miejsce i nie awansując do ćwierćfinału. Ostatecznie Reprezentacja Wielkiej Brytanii została sklasyfikowana na 9. miejscu.
| Drużyna         | Konkurencja      | Faza grupowa     | Faza grupowa     | Faza grupowa     | Faza grupowa     | Faza grupowa     | Faza grupowa | Ćwierćfinały     | Półfinały        | Finał            | Pozycja |
| Drużyna         | Konkurencja      | Przeciwnik Wynik | Przeciwnik Wynik | Przeciwnik Wynik | Przeciwnik Wynik | Przeciwnik Wynik | Pozycja      | Przeciwnik Wynik | Przeciwnik Wynik | Przeciwnik Wynik | Pozycja |
| --------------- | ---------------- | ---------------- | ---------------- | ---------------- | ---------------- | ---------------- | ------------ | ---------------- | ---------------- | ---------------- | ------- |
| Wielka Brytania | siatkówka halowa | Rosja · 0:3      | Algieria · 3:2   | Włochy · 0:3     | Dominikana · 0:3 | Japonia · 0:3    | 5.           | → Nie awansowały | → Nie awansowały | → Nie awansowały | 11.     |

#### Siatkówka plażowa
| Zawodnik                             | Konkurencja | Faza grupowa                                                | Faza grupowa                                      | Faza grupowa                                                 | Pozycja | Play-off                                              | 1/8              | Ćwierćfinały     | Półfinały        | Finał            | Finał   |
| Zawodnik                             | Konkurencja | Przeciwnik Wynik                                            | Przeciwnik Wynik                                  | Przeciwnik Wynik                                             | Pozycja | Przeciwnik Wynik                                      | Przeciwnik Wynik | Przeciwnik Wynik | Przeciwnik Wynik | Przeciwnik Wynik | Pozycja |
| ------------------------------------ | ----------- | ----------------------------------------------------------- | ------------------------------------------------- | ------------------------------------------------------------ | ------- | ----------------------------------------------------- | ---------------- | ---------------- | ---------------- | ---------------- | ------- |
| John Garcia Thompson Steve Grotowski | Mężczyźni   | Josh Binstock Martin Reader 0-2 (19:21, 13:21)              | Pedro Cunha Ricardo Santos 0-2 (17:21, 12:21)     | Tarjei Skarlund Martin Spinnangr 0-2 (20:22, 13:21)          | 4.      | → Nie awansowali                                      | → Nie awansowali | → Nie awansowali | → Nie awansowali | → Nie awansowali | 19.     |
| Zara Dampney Shauna Mullin           | Kobiety     | Marie-Andrée Lessard Annie Martin 2-1 (17:21, 21:14, 15:13) | Greta Cicolari Marta Menegatti 0-2 (18:21, 12:21) | Jekatierina Chomiakowa Jewgienija Ukołowa 0-2 (23:25, 13:21) | 3.      | Doris Schwaiger Stefanie Schwaiger 0-2 (15:21, 12:21) | → Nie awansowały | → Nie awansowały | → Nie awansowały | → Nie awansowały | 17.     |

### Skoki do wody
Mężczyźni
| Zawodnik                        | Konkurencja                           | Eliminacje | Eliminacje | Półfinały       | Półfinały       | Finał           | Finał           |
| Zawodnik                        | Konkurencja                           | Punkty     | Pozycja    | Punkty          | Pozycja         | Punkty          | Pozycja         |
| ------------------------------- | ------------------------------------- | ---------- | ---------- | --------------- | --------------- | --------------- | --------------- |
| Jack Laugher                    | Trampolina 3 metrowa                  | 330,00     | 27.        | → Nie awansował | → Nie awansował | → Nie awansował | → Nie awansował |
| Chris Mears                     | Trampolina 3 metrowa                  | 436,05     | 18.        | 461,00          | 9.              | 439,75          | 9.              |
| Tom Daley                       | Wieża 10 metrowa                      | 448,45     | 15.        | 521,10          | 4.              | 556,95          | brąz            |
| Peter Waterfield                | Wieża 10 metrowa                      | 412,,45    | 23.        | → Nie awansował | → Nie awansował | → Nie awansował | → Nie awansował |
| Chris Mears Nick Robinson-Baker | Synchroniczne – trampolina 3 metrowej |            |            |                 |                 | 432,60          | 5.              |
| Tom Daley Peter Waterfield      | Synchroniczne – wieża 10 metrowa      |            |            |                 |                 | 454,65          | 4.              |

Kobiety
| Zawodnik                        | Konkurencja                           | Eliminacje | Eliminacje | Półfinały        | Półfinały        | Finał            | Finał            |
| Zawodnik                        | Konkurencja                           | Punkty     | Pozycja    | Punkty           | Pozycja          | Punkty           | Pozycja          |
| ------------------------------- | ------------------------------------- | ---------- | ---------- | ---------------- | ---------------- | ---------------- | ---------------- |
| Rebecca Gallantree              | Trampolina 3 metrowa                  | 299,25     | 16.        | 267,10           | 18.              | → Nie awansowała | → Nie awansowała |
| Hannah Starling                 | Trampolina 3 metrowa                  | 298,95     | 17.        | 313,95           | 13.              | → Nie awansowała | → Nie awansowała |
| Monique Gladding                | Wieża 10 metrowa                      | 301,45     | 19.        | → Nie awansowała | → Nie awansowała | → Nie awansowała | → Nie awansowała |
| Stacy Powell                    | Wieża 10 metrowa                      | 287,30     | 20.        | → Nie awansowała | → Nie awansowała | → Nie awansowała | → Nie awansowała |
| Alicia Blagg Rebecca Gallantree | Synchroniczne – trampolina 3 metrowej |            |            |                  |                  | 285,60           | 7.               |
| Sarah Barrow Tonia Couch        | Synchroniczne – wieża 10 metrowa      |            |            |                  |                  | 321,72           | 5.               |

### Strzelectwo
Mężczyźni
| Zawodnik         | Konkurencja                             | Kwalifikacje | Kwalifikacje | Finał         | Finał         |
| Zawodnik         | Konkurencja                             | Punkty       | Miejsce      | Punkty        | Miejsce       |
| ---------------- | --------------------------------------- | ------------ | ------------ | ------------- | ------------- |
| Richard Brickell | skeet                                   | 118          | 12           | Nie awansował | Nie awansował |
| Richard Faulds   | trap podwójny                           | 133          | 12           | Nie awansował | Nie awansował |
| Jon Hammond      | karabin małokalibrowy trzy postawy 50 m | 1142         | 41           | Nie awansował | Nie awansował |
| Jon Hammond      | karabin małokalibrowy leżąc 50 m        | 593          | 17           | Nie awansował | Nie awansował |
| James Huckle     | karabin małokalibrowy trzy postawy 50 m | 1162         | 25           | Nie awansował | Nie awansował |
| James Huckle     | karabin małokalibrowy leżąc 50 m        | 591          | 29           | Nie awansował | Nie awansował |
| James Huckle     | karabin pneumatyczny 10 m               | 593          | 24           | Nie awansował | Nie awansował |
| Edward Ling      | trap                                    | 118          | 21           | Nie awansował | Nie awansował |
| Rory Warlow      | skeet                                   | 118          | 16           | Nie awansował | Nie awansował |
| Peter Wilson     | trap podwójny                           | 143          | 1 Q          | 188           | złoto         |

Kobiety
| Zawodniczka       | Konkurencja                             | Kwalifikacje | Kwalifikacje | Finał          | Finał          |
| Zawodniczka       | Konkurencja                             | Punkty       | Miejsce      | Punkty         | Miejsce        |
| ----------------- | --------------------------------------- | ------------ | ------------ | -------------- | -------------- |
| Elena Allen       | skeet                                   | 60           | 14           | Nie awansowała | Nie awansowała |
| Georgina Geikie   | pistolet szybkostrzelny 25 m            | 562          | 37           | Nie awansowała | Nie awansowała |
| Georgina Geikie   | pistolet pneumatyczny 10 m              | 359          | 47           | Nie awansowała | Nie awansowała |
| Charlotte Kerwood | trap                                    | 64           | 16           | Nie awansowała | Nie awansowała |
| Jennifer McIntosh | karabin małokalibrowy trzy postawy 50 m | 570          | 42           | Nie awansowała | Nie awansowała |
| Jennifer McIntosh | karabin pneumatyczny 10 m               | 392          | 36           | Nie awansowała | Nie awansowała |

### Szermierka
Mężczyźni
| Zawodnik                                                   | Konkurencja          | 1/32                  | 1/16                    | 1/8              | Ćwierćfinały     | Półfinały        | Finał            | Finał   |
| Zawodnik                                                   | Konkurencja          | Przeciwnik Wynik      | Przeciwnik Wynik        | Przeciwnik Wynik | Przeciwnik Wynik | Przeciwnik Wynik | Przeciwnik Wynik | Pozycja |
| ---------------------------------------------------------- | -------------------- | --------------------- | ----------------------- | ---------------- | ---------------- | ---------------- | ---------------- | ------- |
| James Davis                                                | Floret indywidualnie |                       | Peter Joppich 10-15     | → Nie awansował  | → Nie awansował  | → Nie awansował  | → Nie awansował  | 17.     |
| Richard Kruse                                              | Floret indywidualnie |                       | Artur Achmatchuzin 5-15 | → Nie awansował  | → Nie awansował  | → Nie awansował  | → Nie awansował  | 17.     |
| Husayn Rosowsky                                            | Floret indywidualnie | Mohamed Samandi 8-15  | → Nie awansował         | → Nie awansował  | → Nie awansował  | → Nie awansował  | → Nie awansował  | 33.     |
| James Davis Richard Kruse Husayn Rosowsky Laurence Halsted | Floret drużynowo     |                       |                         | Egipt · 45-33    | Włochy · 40-45   | → Nie awansowali | → Nie awansowali | 6.      |
| James Honeybone                                            | Szabla indywidualnie | Waleryj Pryjomka 9-15 | → Nie awansował         | → Nie awansował  | → Nie awansował  | → Nie awansował  | → Nie awansował  | 33.     |

Kobiety
| Zawodnik                                                     | Konkurencja          | 1/32                  | 1/16                    | 1/8              | Ćwierćfinały     | Półfinały        | Finał            | Finał   |
| Zawodnik                                                     | Konkurencja          | Przeciwnik Wynik      | Przeciwnik Wynik        | Przeciwnik Wynik | Przeciwnik Wynik | Przeciwnik Wynik | Przeciwnik Wynik | Pozycja |
| ------------------------------------------------------------ | -------------------- | --------------------- | ----------------------- | ---------------- | ---------------- | ---------------- | ---------------- | ------- |
| Corinna Lawrence                                             | Szpada indywidualnie | Cáterin Bravo 15-12   |                         |                  |                  |                  |                  |         |
| Anna Bentley                                                 | Floret indywidualnie | Monica Peterson 9-10  | → Nie awansowała        | → Nie awansowała | → Nie awansowała | → Nie awansowała | → Nie awansowała | 33.     |
| Natalia Sheppard                                             | Floret indywidualnie | Sophie Troiano 12-9   | Corinne Maîtrejean 5-15 | → Nie awansowała | → Nie awansowała | → Nie awansowała | → Nie awansowała | 17.     |
| Sophie Troiano                                               | Floret indywidualnie | Natalia Sheppard 9-12 | → Nie awansowała        | → Nie awansowała | → Nie awansowała | → Nie awansowała | → Nie awansowała | 33.     |
| Anna Bentley Natalia Sheppard Sophie Troiano Martina Emanuel | Floret drużynowo     |                       |                         | Egipt · 45-34    | Włochy · 14-45   | → Nie awansowały | → Nie awansowały | 8.      |
| Louise Bond-Williams                                         | Szabla indywidualnie |                       | Wasiliki Wujuka 8-15    | → Nie awansowała | → Nie awansowała | → Nie awansowała | → Nie awansowała | 17.     |
| Sophie Williams                                              | Szabla indywidualnie |                       | Irene Vecchi 6-15       | → Nie awansowała | → Nie awansowała | → Nie awansowała | → Nie awansowała | 17.     |

### Taekwondo
| Zawodnik        | Konkurencja | 1/8                   | Ćwierćfinały       | Półfinały           | Repesaż 1          | Repesaż 2           | Finał            | Finał   |
| Zawodnik        | Konkurencja | Przeciwnik Wynik      | Przeciwnik Wynik   | Przeciwnik Wynik    | Przeciwnik Wynik   | Przeciwnik Wynik    | Przeciwnik Wynik | Pozycja |
| --------------- | ----------- | --------------------- | ------------------ | ------------------- | ------------------ | ------------------- | ---------------- | ------- |
| Martin Stamper  | -68 kg (m)  | Erick Osornio 5-2     | Damir Fejzić 8-3   | Servet Tazegül 6-9  |                    | Rohullah Nikpai 3-5 | → Nie awansował  | 5.      |
| Lutalo Muhammad | -80 kg (m)  | Farhod Nematow 7-1    | Nicolás García 3-7 | → Nie awansował     | Yousef Karami 11-7 | Arman Jeremian 9-3  | → Nie awansował  | brąz    |
| Jade Jones      | -57 kg (k)  | Dragana Gladović 15-1 | Mayu Hamada 13-3   | Tseng Li-cheng 10-6 |                    |                     | Hou Yuzhuo 6-4   | złoto   |
| Sarah Stevenson | -67 kg (k)  | Paige McPherson 1-5   | → Nie awansowała   | → Nie awansowała    | → Nie awansowała   | → Nie awansowała    | → Nie awansowała | 11.     |

### Tenis ziemny
Kobiety
| Zawodnik                       | Konkurencja | 1/32                             | 1/16                                          | 1/8              | Ćwierćfinały     | Półfinały        | Finał            | Finał         |
| Zawodnik                       | Konkurencja | Przeciwnik Wynik                 | Przeciwnik Wynik                              | Przeciwnik Wynik | Przeciwnik Wynik | Przeciwnik Wynik | Przeciwnik Wynik | Pozycja       |
| ------------------------------ | ----------- | -------------------------------- | --------------------------------------------- | ---------------- | ---------------- | ---------------- | ---------------- | ------------- |
| Elena Baltacha                 | singel      | Ágnes Szávay 6:3, 6:3            | Ana Ivanović 4:6, 6:7(4)                      | → Nie awansowała | → Nie awansowała | → Nie awansowała | → Nie awansowała | Miejsca 17-32 |
| Anne Keothavong                | singel      | Caroline Wozniacki 6:4, 3:6, 2:6 | → Nie awansowała                              | → Nie awansowała | → Nie awansowała | → Nie awansowała | → Nie awansowała | Miejsca 33-64 |
| Heather Watson                 | singel      | Sílvia Soler Espinosa 6:2, 6:2   | Marija Kirilenko 3:6, 2:6                     | → Nie awansowała | → Nie awansowała | → Nie awansowała | → Nie awansowała | Miejsca 17-32 |
| Laura Robson                   | singel      | Lucie Šafářová 7:6(4), 6:4       | Marija Szarapowa 6:7(5), 3:6                  | → Nie awansowała | → Nie awansowała | → Nie awansowała | → Nie awansowała | Miejsca 17-32 |
| Laura Robson Heather Watson    | debel       |                                  | Angelique Kerber Sabine Lisicki 6:1, 4:6, 3:6 | → Nie awansowały | → Nie awansowały | → Nie awansowały | → Nie awansowały | Miejsca 17-31 |
| Elena Baltacha Anne Keothavong | debel       |                                  | Julia Görges Anna-Lena Grönefeld 3:6, 1:6     | → Nie awansowały | → Nie awansowały | → Nie awansowały | → Nie awansowały | Miejsca 17-31 |

Mężczyźni
| Zawodnik                    | Konkurencja | 1/32                   | 1/16                                          | 1/8                           | Ćwierćfinały             | Półfinały              | Finał                       | Finał         |
| Zawodnik                    | Konkurencja | Przeciwnik Wynik       | Przeciwnik Wynik                              | Przeciwnik Wynik              | Przeciwnik Wynik         | Przeciwnik Wynik       | Przeciwnik Wynik            | Pozycja       |
| --------------------------- | ----------- | ---------------------- | --------------------------------------------- | ----------------------------- | ------------------------ | ---------------------- | --------------------------- | ------------- |
| Andy Murray                 | singel      | Stan Wawrinka 6:3, 6:3 | Jarkko Nieminen 6:2, 6:4                      | Markos Pagdatis 4:6, 6:1, 6:4 | Nicolás Almagro 6:4, 6:1 | Novak Đoković 7:5, 7:5 | Roger Federer 6:2, 6:1, 6:4 | złoto         |
| Andy Murray Jamie Murray    | debel       |                        | Jürgen Melzer Alexander Peya 7:5, 6:7(6), 5:7 | → Nie awansowali              | → Nie awansowali         | → Nie awansowali       | → Nie awansowali            | Miejsca 17-32 |
| Ross Hutchins Colin Fleming | debel       |                        | Julien Benneteau Richard Gasquet 5:7, 3:6     | → Nie awansowali              | → Nie awansowali         | → Nie awansowali       | → Nie awansowali            | Miejsca 17-32 |

Gra mieszana
| Zawodnicy                | Konkurencja | 1/32             | 1/16             | 1/8                                             | Ćwierćfinał                                   | Półfinał                                         | Finał                                        | Finał   |
| Zawodnicy                | Konkurencja | Przeciwnik Wynik | Przeciwnik Wynik | Przeciwnik Wynik                                | Przeciwnik Wynik                              | Przeciwnik Wynik                                 | Przeciwnik Wynik                             | Pozycja |
| ------------------------ | ----------- | ---------------- | ---------------- | ----------------------------------------------- | --------------------------------------------- | ------------------------------------------------ | -------------------------------------------- | ------- |
| Laura Robson Andy Murray | mikst       |                  |                  | Lucie Hradecká Radek Štěpánek 7:5, 6:7(7), 10-7 | Samantha Stosur Lleyton Hewitt 6:3, 3:6, 10-8 | Sabine Lisicki Christopher Kas 6:1, 6:7(7), 10-7 | Wiktoryja Azaranka Maks Mirny 6:2, 3:6, 8-10 | srebro  |

### Tenis stołowy
| Zawodnik                                      | Konkurencja           | Eliminacje       | Runda 1                                      | Runda 2                                              | Runda 3                                       | Runda 4              | Ćwierćfinały     | Półfinały        | Finał            | Finał   |
| Zawodnik                                      | Konkurencja           | Przeciwnik Wynik | Przeciwnik Wynik                             | Przeciwnik Wynik                                     | Przeciwnik Wynik                              | Przeciwnik Wynik     | Przeciwnik Wynik | Przeciwnik Wynik | Przeciwnik Wynik | Pozycja |
| --------------------------------------------- | --------------------- | ---------------- | -------------------------------------------- | ---------------------------------------------------- | --------------------------------------------- | -------------------- | ---------------- | ---------------- | ---------------- | ------- |
| Paul Drinkhall                                | Gra pojedyncza (m)    |                  | Ibrahem Al-Hasan 4-0 11:9, 12:10, 11:9, 11:4 | Yang Zi 4-1 11:7, 11:7, 11:8, 4:11, 11:9             | Dimitrij Ovtcharov 0-4 8:11, 5:11, 9:11, 4:11 | → Nie awansował      | → Nie awansował  | → Nie awansował  | → Nie awansował  | 17.     |
| Andrew Baggaley Paul Drinkhall Liam Pitchford | Turniej drużynowy (m) |                  |                                              |                                                      |                                               | Portugalia · 0-3     | → Nie awansowali | → Nie awansowali | → Nie awansowali | 9.      |
| Joanna Parker                                 | Gra pojedyncza (k)    |                  | Caroline Kumahara 4-0 11:7, 11:5, 11:9, 11:5 | Kristin Silbereisen 1-4 6:11, 7;11, 11:7, 2:11, 4:11 | → Nie awansowała                              | → Nie awansowała     | → Nie awansowała | → Nie awansowała | → Nie awansowała | 33.     |
| Na Liu Joanna Parker Kelly Sibley             | Turniej drużynowy (k) |                  |                                              |                                                      |                                               | Korea Północna · 0-3 | → Nie awansowały | → Nie awansowały | → Nie awansowały | 9.      |

### Triathlon
| Zawodnik          | Konkurencja | Pływanie (1,5 km) | Zmiana 1 | Jazda na rowerze (40 km) | Zmiana 2 | Bieg (10 km) | Czas    | Pozycja |
| ----------------- | ----------- | ----------------- | -------- | ------------------------ | -------- | ------------ | ------- | ------- |
| Alistair Brownlee | Mężczyźni   | 17:04             | 0:39     | 59:08                    | 0:27     | 29:07        | 1:46:25 | złoto   |
| Jonny Brownlee    | Mężczyźni   | 17:02             | 0:38     | 59:11                    | 0:28     | 29:37        | 1:46:56 | brąz    |
| Stuart Hayes      | Mężczyźni   | 17:17             | 0:39     | 59:04                    | 0:35     | 33:29        | 1:51:04 | 37.     |
| Lucy Hall         | Kobiety     | 18:17             | 0:43     | 1:06:39                  | 0:35     | 38:24        | 2:04:38 | 33.     |
| Vicky Holland     | Kobiety     | 19:22             | 0:41     | 1:07:23                  | 0:31     | 34:58        | 2:02:55 | 26.     |
| Helen Jenkins     | Kobiety     | 19:19             | 0:43     | 1:05:35                  | 0:32     | 34:10        | 2:00:19 | 5.      |

### Wioślarstwo
Mężczyźni
| Zawodnik | Konkurencja                       | Eliminacje | Eliminacje | Repesaż | Repesaż | Ćwierćfinały | Ćwierćfinały | Półfinały | Półfinały | Finały  | Finały  |
| Zawodnik | Konkurencja                       | Czas       | Miejsce    | Czas    | Miejsce | Czas         | Miejsce      | Czas      | Miejsce   | Czas    | Miejsce |
| --- | --------------------------------- | ---------- | ---------- | ------- | ------- | ------------ | ------------ | --------- | --------- | ------- | ------- |
| Alan Campbell | jedynka                           | 6:47.62    | 1 QF       | BYE     | BYE     | 6:52.10      | 1 PA/B       | 7:18.92   | 2 FA      | 7:03.28 | brąz    |
| Bill Lucas Sam Townsend | dwójka podwójna                   | 6:11.94    | 2 PA/B     | BYE     | BYE     | —            | —            | 6:22.47   | 3 FA      | 6:40.54 | 5       |
| Charles Cousins Stephen Rowbotham Tom Solesbury Matthew Wells                                                                                  | czwórka podwójna                  | 5:41.75    | 2 PA/B     | BYE     | BYE     | —            | —            | 6.05.32   | 3 FA      | 5.49.14 | 5       |
| George Nash Will Satch | dwójka podwójna bez sternika      | 6:16.58    | 1 PA/B     | BYE     | BYE     | —            | —            | 6:56.46   | 1 FA      | 6:21.77 | brąz    |
| Alex Gregory Tom James Pete Reed Andrew Triggs Hodge                                                                                           | czwórka bez sternika              | 5:50.27    | 1 Q        | BYE     | BYE     | —            | —            | 5:58.26   | 1 FA      | 6:03.97 | złoto   |
| Richard Egington James Foad Matthew Langridge Constantine Louloudis Alex Partridge Tom Ransley Mohamed Sbihi Greg Searle Phelan Hill (sternik) | ósemka                            | 5:27.61    | 2 R        | 5:26.85 | 1 FA    | —            | —            | —         | —         | 5:52.18 | brąz    |
| Mark Hunter Zac Purchase | dwójka podwójna wagi lekkiej      | 6:36.29    | 1 PA/B     | BYE     | BYE     | —            | —            | 6:36.62   | 1 FA      | 6:37.78 | srebro  |
| Chris Bartley Peter Chambers Richard Chambers Rob Williams                                                                                     | czwórka bez sternika wagi lekkiej | 5:49.29    | 1 PA/B     | BYE     | BYE     | —            | —            | 5:59.68   | 1 FA      | 6:03.09 | srebro  |

Kobiety
| Zawodnik | Konkurencja                  | Eliminacje | Eliminacje | Repesaż | Repesaż | Półfinały | Półfinały | Finały  | Finały  |
| Zawodnik | Konkurencja                  | Czas       | Miejsce    | Czas    | Miejsce | Czas      | Miejsce   | Czas    | Miejsce |
| --- | ---------------------------- | ---------- | ---------- | ------- | ------- | --------- | --------- | ------- | ------- |
| Katherine Grainger Anna Watkins | dwójka podwójna              | 6:44.33    | 1 FA       | BYE     | BYE     | —         | —         | 6:55.82 | złoto   |
| Debbie Flood Frances Houghton Beth Rodford Melanie Wilson                                                                                        | czwórka podwójna             | 6:20.71    | 4 R        | 6:21.65 | 3 FA    | —         | —         | 6:51.54 | 6       |
| Helen Glover Heather Stanning | dwójka bez sternika          | 6:57.29 OR | 1 FA       | BYE     | BYE     | —         | —         | 7:27.13 | złoto   |
| Jessica Eddie Katie Greves Lindsey Maguire Natasha Page Louisa Reeve Victoria Thornley Annabel Vernon Olivia Whitlam Caroline O’Connor (sternik) | ósemka                       | 6:23.51    | 3 R        | 6:21.58 | 4 FA    | —         | —         | 6:18.77 | 5       |
| Katherine Copeland Sophie Hosking | dwójka podwójna wagi lekkiej | 6:56.97    | 1 PA/B     | BYE     | BYE     | 7:05.90   | 1 FA      | 7:09.30 | złoto   |

### Zapasy
Kobiety
| Zawodnik        | Konkurencja | Kwalifikacje     | 1/8                | Ćwierćfinał      | Półfinał         | Repesaż 1        | Repesaż 2        | Finał            | Finał   |
| Zawodnik        | Konkurencja | Przeciwnik Wynik | Przeciwnik Wynik   | Przeciwnik Wynik | Przeciwnik Wynik | Przeciwnik Wynik | Przeciwnik Wynik | Przeciwnik Wynik | Pozycja |
| --------------- | ----------- | ---------------- | ------------------ | ---------------- | ---------------- | ---------------- | ---------------- | ---------------- | ------- |
| Olga Butkiewicz | −55 kg      |                  | Lissette Antes 2-3 | → Nie awansowała | → Nie awansowała | → Nie awansowała | → Nie awansowała | → Nie awansowała | 11.     |

### Żeglarstwo
Mężczyźni
| Zawodnik                     | Konkurencja | Wyścig | Wyścig | Wyścig | Wyścig | Wyścig | Wyścig | Wyścig | Wyścig | Wyścig | Wyścig | Wyścig | Punkty | Finałowa pozycja |
| Zawodnik                     | Konkurencja | 1      | 2      | 3      | 4      | 5      | 6      | 7      | 8      | 9      | 10     | M*     | Punkty | Finałowa pozycja |
| ---------------------------- | ----------- | ------ | ------ | ------ | ------ | ------ | ------ | ------ | ------ | ------ | ------ | ------ | ------ | ---------------- |
| Nick Dempsey                 | RS:X        | 5      | 7      | 5      | 1      | 10     | 1      | 2      | 3      | 9      | 2      | 6      | 41     | srebro           |
| Paul Goodison                | Laser       | 10     | 23     | 16     | 2      | 4      | 9      | 17     | 12     | 9      | 8      | 6      | 93     | 7.               |
| Ben Ainslie                  | Finn        | 2      | 2      | 6      | 12     | 4      | 3      | 1      | 3      | 6      | 1      | 18     | 46     | złoto            |
| Iain Percy Andrew Simpson    | Star        | 11     | 2      | 3      | 2      | 1      | 2      | 1      | 2      | 4      | 1      | 16     | 34     | srebro           |
| Luke Patience Stuart Bithell | 470         | 2      | 1      | 4      | 2      | 3      | 4      | 1      | 6      | 3      | 2      | 8      | 30     | srebro           |

Open
| Zawodnik                   | Konkurencja | Wyścig | Wyścig | Wyścig | Wyścig | Wyścig | Wyścig | Wyścig | Wyścig | Wyścig | Wyścig | Wyścig | Wyścig | Wyścig | Wyścig | Wyścig | Wyścig | Punkty | Finałowa pozycja |
| Zawodnik                   | Konkurencja | 1      | 2      | 3      | 4      | 5      | 6      | 7      | 8      | 9      | 10     | 11     | 12     | 13     | 14     | 15     | M*     | Punkty | Finałowa pozycja |
| -------------------------- | ----------- | ------ | ------ | ------ | ------ | ------ | ------ | ------ | ------ | ------ | ------ | ------ | ------ | ------ | ------ | ------ | ------ | ------ | ---------------- |
| Stevie Morrison Ben Rhodes | 49er        | 12     | 12     | 3      | 18     | 4      | 2      | 1      | 1      | 17     | 4      | 20     | 13     | 3      | 17     | 7      | 10     | 124    | 5.               |

Kobiety
| Zawodnik                  | Konkurencja  | Wyścig | Wyścig | Wyścig | Wyścig | Wyścig | Wyścig | Wyścig | Wyścig | Wyścig | Wyścig | Wyścig | Punkty | Finałowa pozycja |
| Zawodnik                  | Konkurencja  | 1      | 2      | 3      | 4      | 5      | 6      | 7      | 8      | 9      | 10     | M*     | Punkty | Finałowa pozycja |
| ------------------------- | ------------ | ------ | ------ | ------ | ------ | ------ | ------ | ------ | ------ | ------ | ------ | ------ | ------ | ---------------- |
| Bryony Shaw               | RS:X         | 7      | 6      | 4      | 9      | 6      | 8      | 7      | 5      | 1      | 5      | 10     | 59     | 7.               |
| Alison Young              | Laser Radial | 7      | 10     | 2      | 2      | 2      | 11     | 6      | 8      | 42     | 4      | 8      | 60     | 5.               |
| Hannah Mills Saskia Clark | 470          | 6      | 1      | 4      | 6      | 1      | 6      | 5      | 2      | 8      | 2      | 18     | 51     | srebro           |

Elliott 6m
| Zawodniczki                              | Konkurencja | Round Robin | Round Robin | Round Robin | Round Robin | Round Robin | Round Robin   | Round Robin | Round Robin | Round Robin | Round Robin | Round Robin       | Miejsce | Faza pucharowa | Faza pucharowa   | Faza pucharowa   | Miejsce |
| Zawodniczki                              | Konkurencja | Australia   | Dania       | Finlandia   | Francja     | Holandia    | Nowa Zelandia | Portugalia  | Rosja       | Hiszpania   | Szwecja     | Stany Zjednoczone | Miejsce | Ćwierćfinał    | Półfinał         | Finał            | Miejsce |
| ---------------------------------------- | ----------- | ----------- | ----------- | ----------- | ----------- | ----------- | ------------- | ----------- | ----------- | ----------- | ----------- | ----------------- | ------- | -------------- | ---------------- | ---------------- | ------- |
| Lucy MacGregor Annie Lush Kate MacGregor | Elliott 6m  | 0-1         | 1-0         | 1-0         | 1-0         | 0-1         | 0-1           | 1-0         | 0-1         | 0-1         | 1-0         | 0-1               | 7.      | Rosja · 2-3    | → Nie awansowały | → Nie awansowały | 5.      |

M = Wyścig medalowy